# Naturalisme (art figuratif)
Pour les articles homonymes, voir Naturalisme.
Dans les arts figuratifs, le « naturalisme », souvent employé comme un synonyme de « réalisme », qualifie un style de représentation mimétique, descriptive de la nature (milieux et individus qu'ils abritent) alors que d'autres types de représentation de la nature en donnent une forme idéalisée, stylisée, symbolique ou autre. Ces deux termes « réalisme » et « naturalisme » s'appliquent aussi à deux mouvements en peinture au XIXe siècle, ce qui peut créer une certaine confusion.
On trouve dans l'histoire des représentations, des exemples nombreux de traitement naturaliste dans le domaine des arts visuels, provenant de cultures éloignées dans le temps et dans l'espace, ou voisines. Ainsi certains procédés et codes de représentation réalistes proviennent du monde méditerranéen et du Moyen-Orient antiques. L'Extrême-Orient a eu aussi ses usages du naturalisme, tandis que l'Afrique, par exemple, a souvent développé des pratiques où la référence aux formes de la nature est secondaire et la création du style est centrale.

## Naturalisme, réalisme et réel

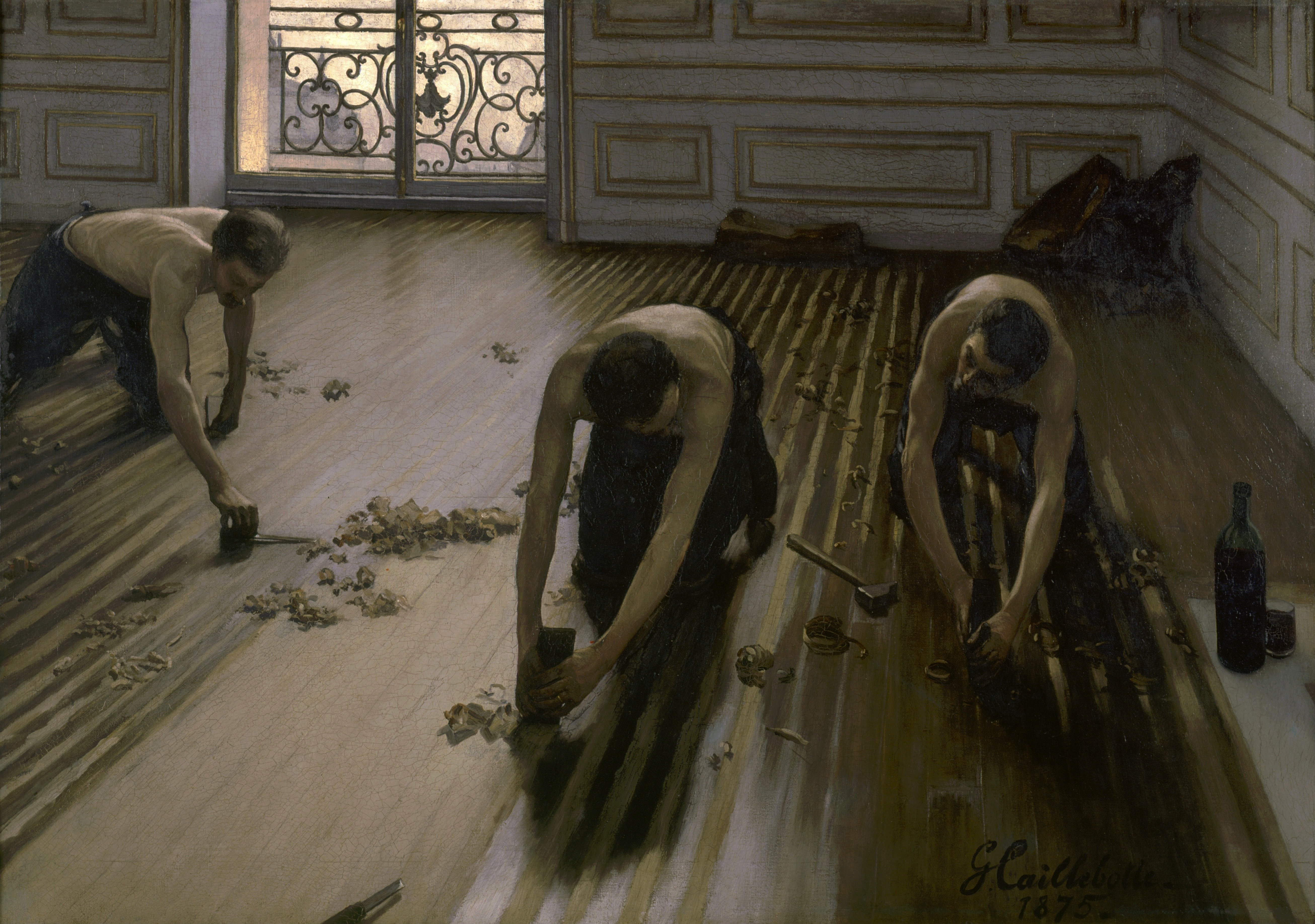
Gustave Caillebotte. Les Raboteurs de parquet (1875), huile sur toile,, Paris, musée d'Orsay. L'artiste pratiquait la photographie. Ce tableau s'en inspire ce qui en renforce le naturalisme. Il a été qualifié de « réaliste » pour son aspect naturaliste et social, avec la représentation du prolétariat urbain, bien que l'artiste ait fait partie du mouvement impressionniste, avec, ici, une étude subtile de la lumière, tôt le matin.

Le naturalisme qualifie un style de représentation mimétique, descriptive de la nature. Il peut s'agir d'une représentation de l'expérience visuelle immédiate, ou le résultat d'une enquête, voire une étape dans une recherche qui tente de documenter le visible, comme les dessins anatomiques de Léonard de Vinci, même si ces représentations s'avèrent ne pas correspondre à ce qu'aujourd'hui l'œil moderne est capable de voir, car le savoir accompagne, bien sûr, le regard qui tente de comprendre ce qu'il voit.
Les termes « naturalisme » et « réalisme » sont très souvent employés comme des synonymes sous la plume des historiens de l'art, même si certains d'entre eux, comme Daniel Arasse ou Linda Nochlin souhaitent que l'on réserve le terme « réalisme » pour désigner le mouvement artistique du XIXe siècle. Le mouvement pictural du naturalisme couvre, quant à lui, les années 1880-1920. Depuis la fin du XIXe siècle, pour des objets similaires, le terme « réalisme » est bien moins employé que l'expression « rapport au réel », et on ne parle plus de « naturalisme », ni de « mimétisme ». Photographie et films documentaires poursuivent la pratique du naturalisme dans un rapport au réel qui tient autant à la nature d'empreinte de ces médiums qu'à une démarche collective, sociale et scientifique, qui trouve son fondement dans les années 1920-1930, en Europe et aux États Unis. Mais à l'origine de cet engouement il faut noter que l'apparition de la photographie a été perçu comme l'aboutissement des pratiques documentaires du début du XIXe siècle, dessins et études sur le motif pour artistes et pour les publications scientifiques comme pour les journaux illustrés. Un art dédié à la perception individuelle du monde relève pleinement du naturalisme.
Un usage malheureux fait parfois confondre « naturalisme » et « figuration », plus ou moins stylisée, voire schématique ou « libre ». Selon l'encyclopédie Oxford Art Online, le naturalisme serait « un style dans lequel l'artiste essaie d'observer et d'enregistrer, sans idéalisation ou stylisation délibérée, le sujet devant lui ». Il faut préciser qu'il s'agit aussi de transcrire, voire de transposer selon certains codes ce qui est, ainsi, mis en forme au cours de l'« enregistrement ».

## Dans le monde

Exemples de naturalisme dans les arts non occidentaux
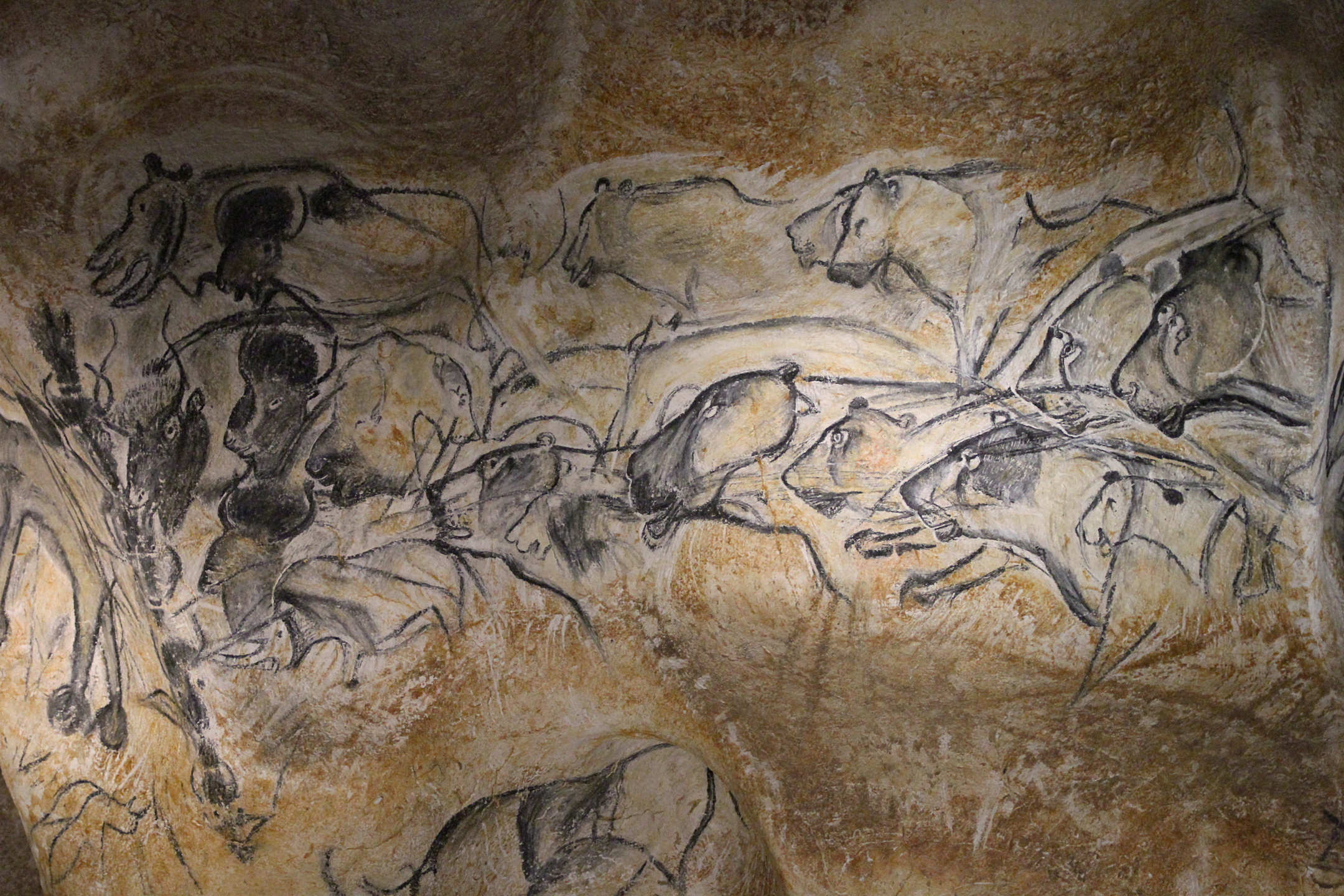
Grotte Chauvet 2 - Ardèche, panneau des lions et des lionnes. Art pariétal. Aurignacien, 37 à 33 500 ans avant le présent.
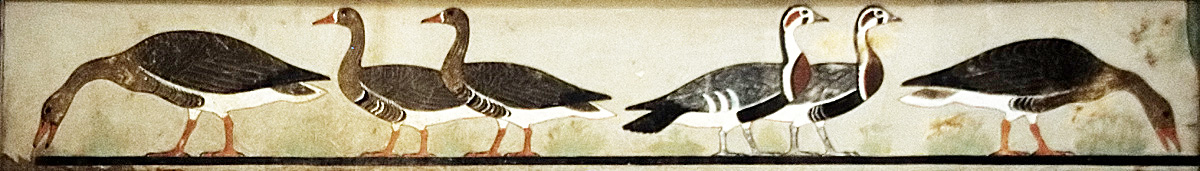
Les oies de la tombe d'Itet. Meïdoum, Égypte. IVe dynastie égyptienne, vers 2600-2550 AEC. Musée égyptien du Caire[4].
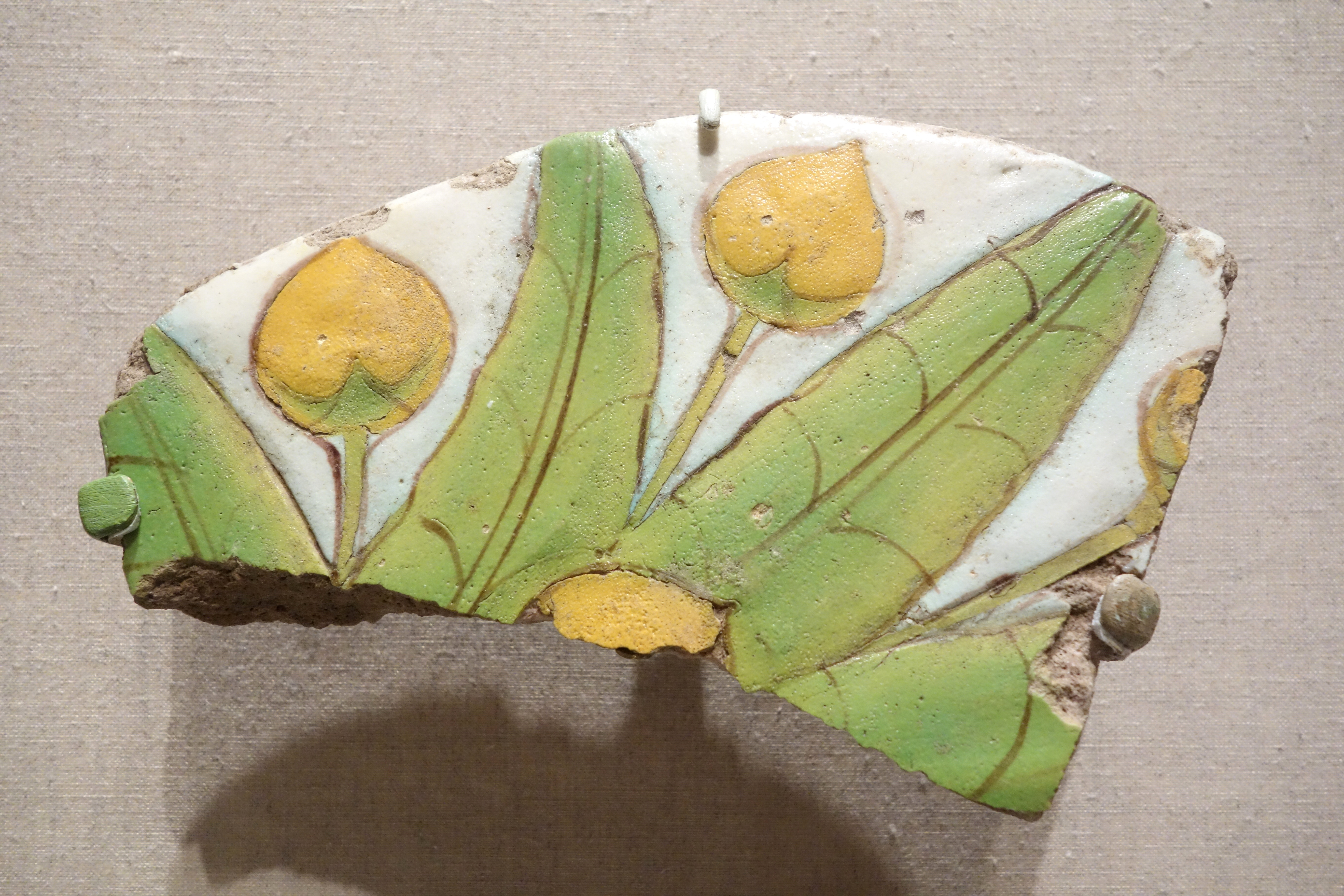
Mandragore : feuille et fruit. Art amarnien, 1353–1336 AEC. Céramique peinte. New York, musée de Brooklyn[5].
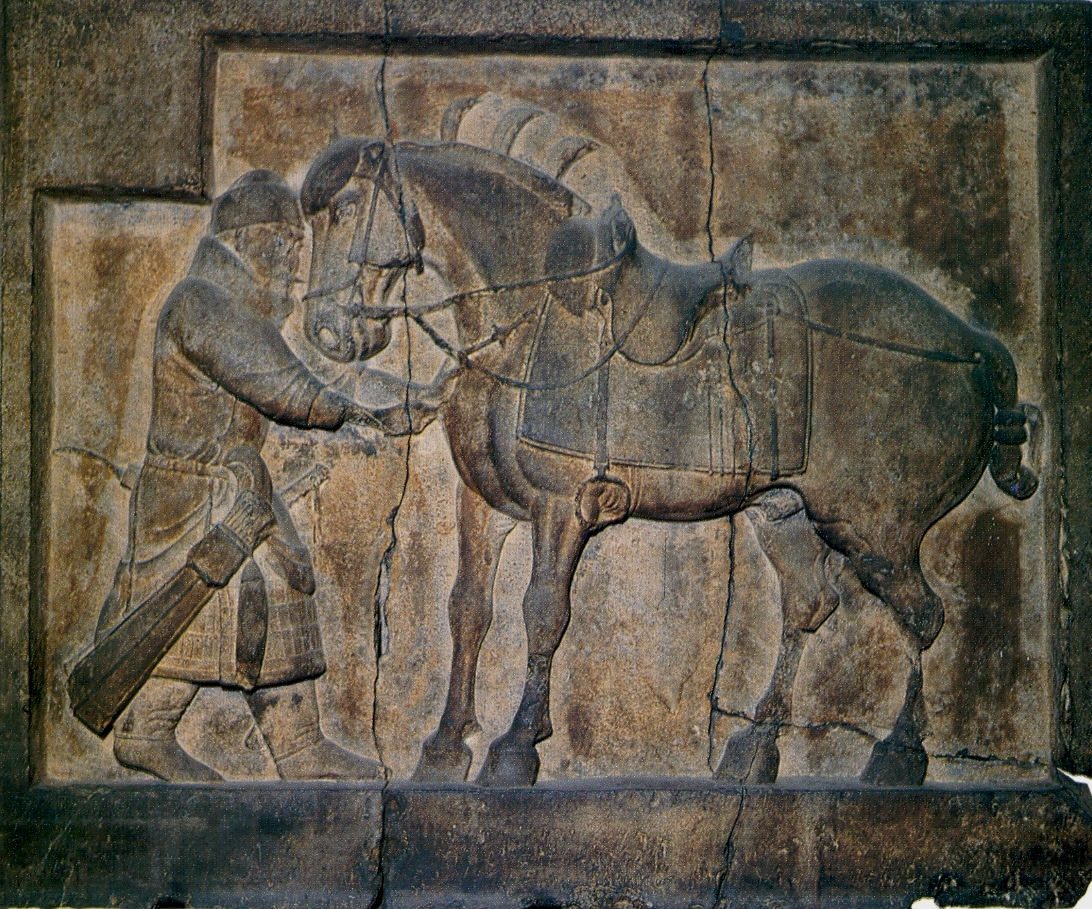
Portrait d'un cheval favori de Tang Taizong (r. 626 à 649) avec selle et étriers. Un général lui retire une flèche. Bas-relief, conception attribuée à Yan Liben. Tombe de l'empereur Taizong.
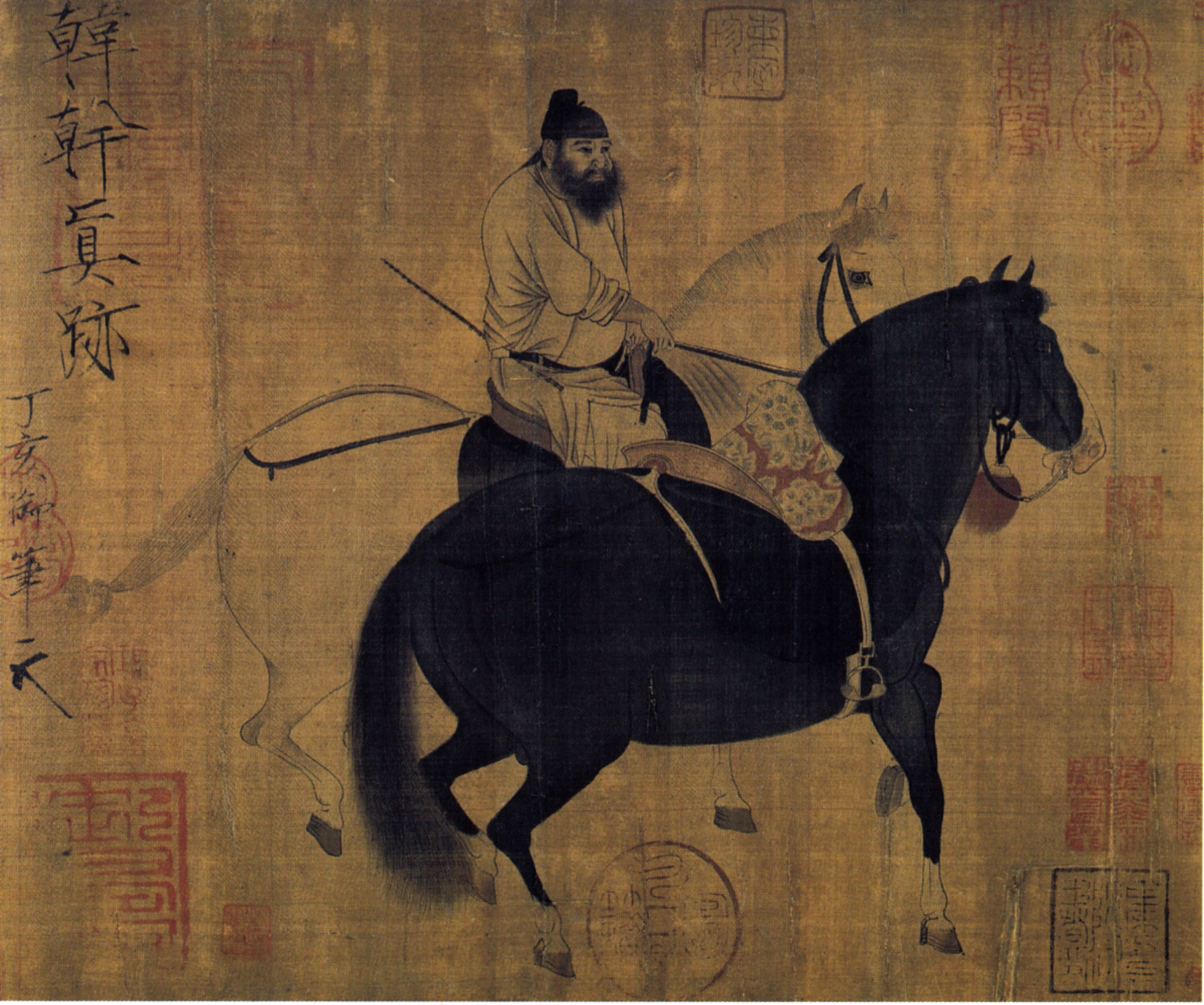
Deux chevaux et palefrenier. Chine, copie Song d'après Han Gan, actif vers 740-760, dynastie Tang. Encre et couleurs sur soie, 27,5 × 34,1 cm. Taipei, musée national du Palais[6].
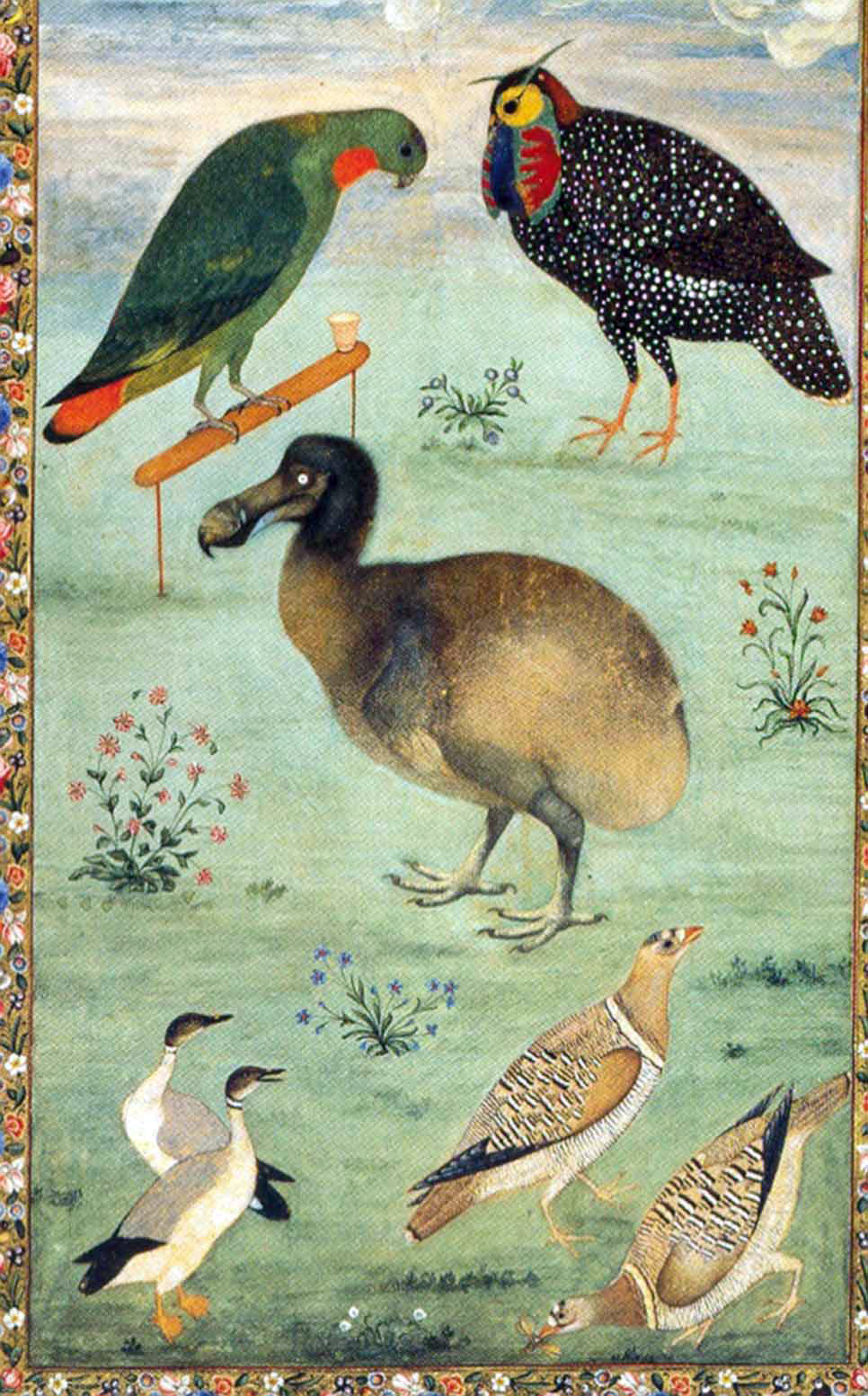
Dodo parmi d'autres animaux merveilleux[7]. Miniature moghole d'Ustad Mansur, vers 1624. Saint-Pétersbourg, Institut d'études orientales.
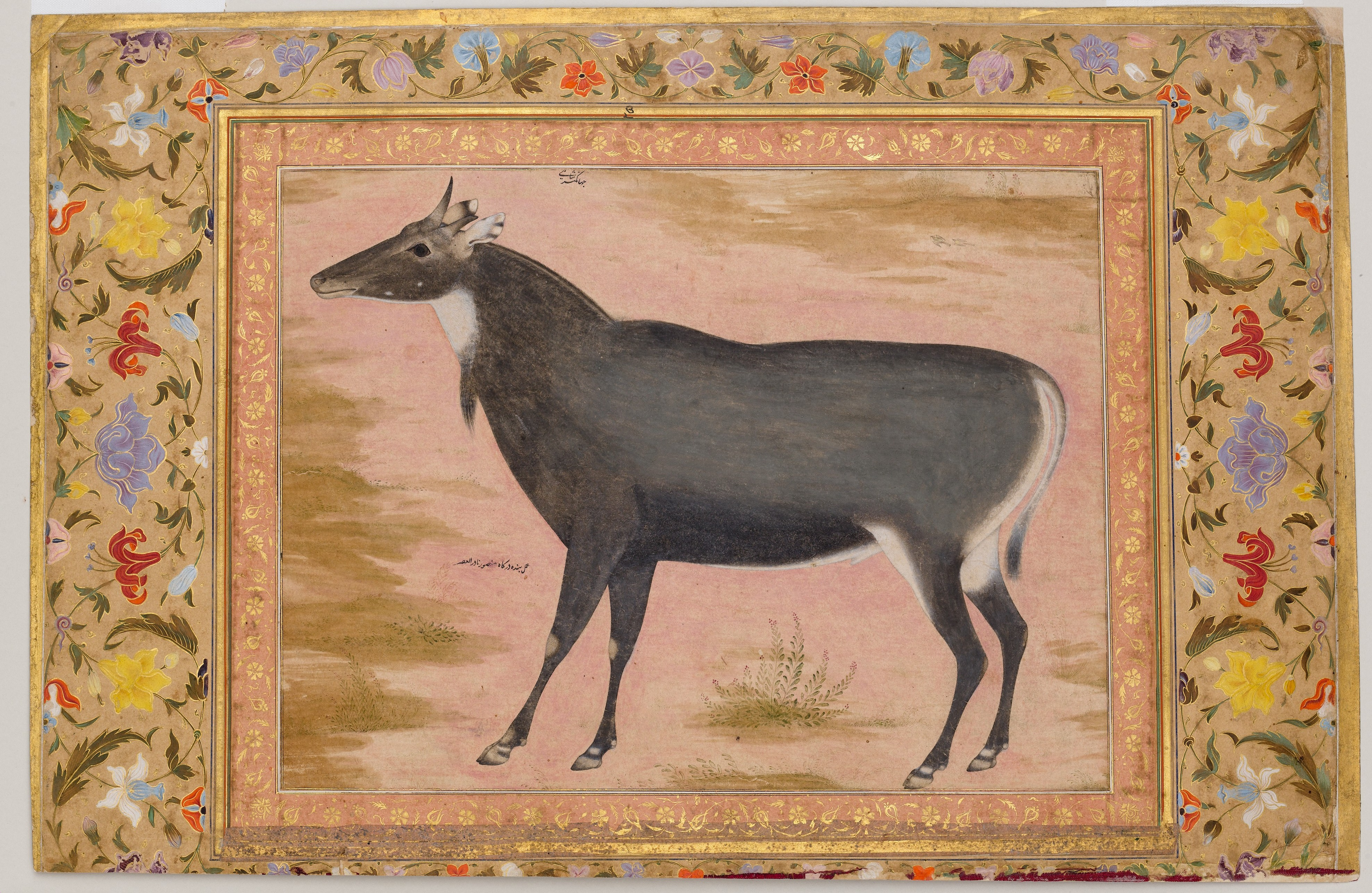
Ustad Mansur, Antilope Nilgaut, vers 1620. Miniature moghole, aquarelle opaque, 18 × 24 cm. Règne de Jahangir (1605–27), album de Shah Jahan. New york, Metropolitan Museum of Art.
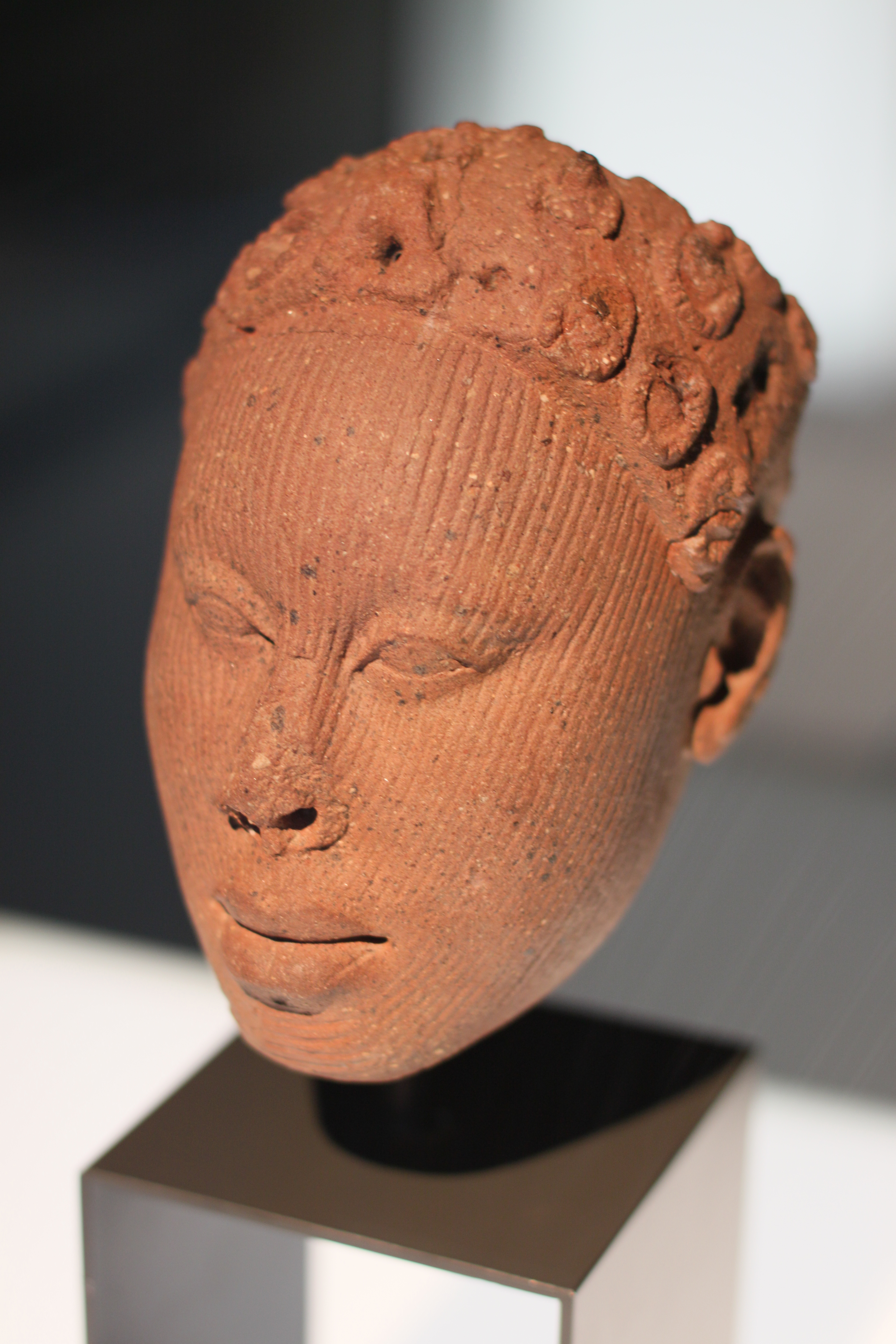
Tête humaine, royaume d'Ife. Terre cuite. Nigeria, XIIe – XVe siècle. H. 19 cm. Musée ethnologique de Berlin[N 1].
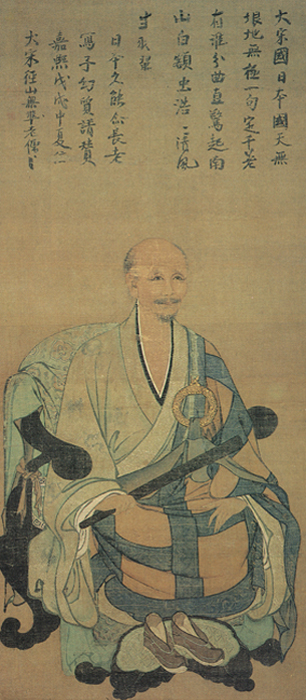
Portrait du maître chan Bujun Shiban. 1238. Encre et couleurs sur soie. Song du Sud. Kyoto, Tōfuku-ji.
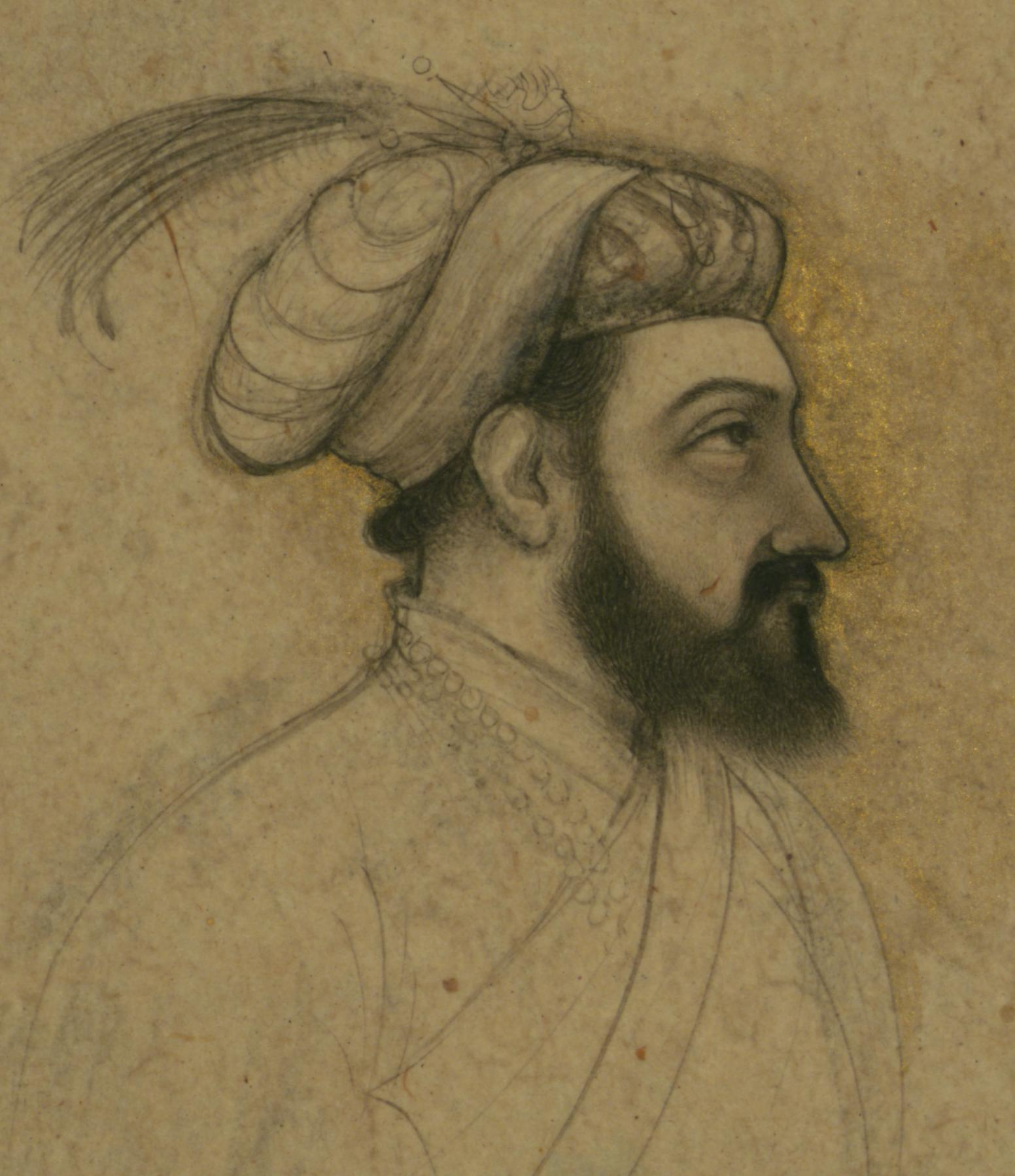
Portrait de l'empereur moghol Shah Jahan (1592-1666). Encre et pigment sur papier, H. 18 cm. Miniature moghole inachevée. Baltimore, Walters Art Museum.
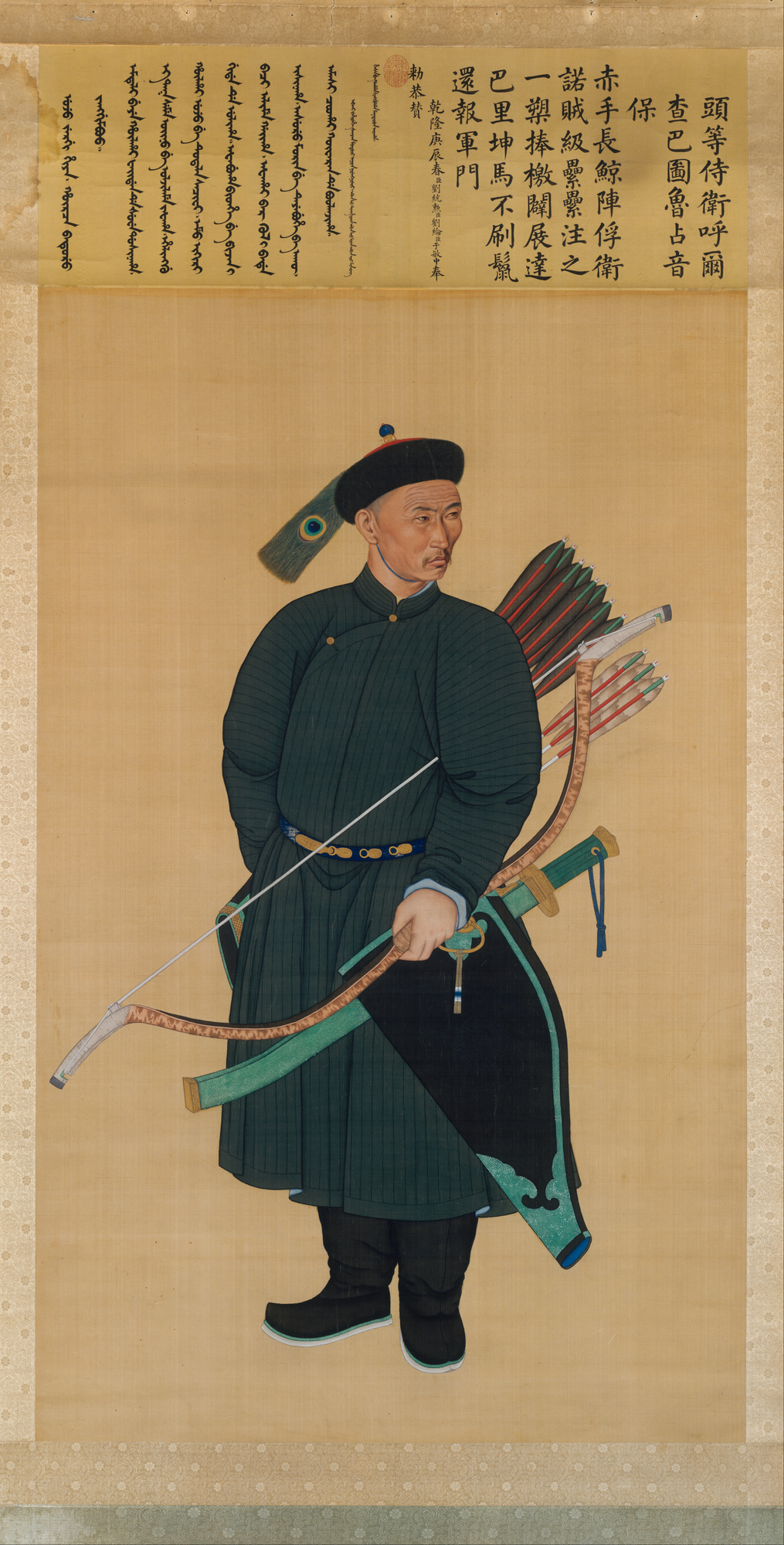
Portrait du garde du corps impérial Zhanyinbao. 1760. Rouleau vertical, encre et couleurs sur soie, H. 188 cm. New york, Metropolitan Museum of Art.

Le naturalisme en art caractérise un champ important de la peinture, des arts graphiques et de la sculpture, occidental et non-occidental.
L'art de la Préhistoire établit la preuve, avec la grotte Chauvet, de la capacité et de la volonté, pour certains artistes dès l'Aurignacien, à dessiner, graver, peindre avec un détail poussé dans la figuration des animaux qui relève parfois du naturalisme, et de bien d'autres procédés de figuration, d'une inventivité remarquée par tous les spécialistes. Le naturalisme y apparaît comme, peut-être, une intention et comme un seuil, un certain degré où l'accumulation des traits caractéristiques rendent l'identification d'un animal précis sans erreur possible. Les félins, si exceptionnellement nombreux dans cette grotte, et le panneau des félins qui représente ainsi plusieurs figures de lionnes — et peut-être leur mouvement — supposent une observation fine de la faune. Les artistes qui ont réalisé la copie Chauvet2 ont toutefois remarqué « des profils anthropomorphes » chez certains félins. Mais on trouve aussi d'autres exemples, comme une copie de coquillage réalisée en ivoire, dans la grotte de Spy, en Belgique, où la figuration est cependant bien plus stylisée que naturaliste.
Dans les cultures non-occidentales les archéologues et les historiens d'art évoquent le « naturalisme », pour donner quelques exemples, dans l'art antique assyrien, en Irak actuel et dans l'art égyptien de l'époque amarnienne, dans l'art chinois et l'art du monde indien (miniatures mogholes des XIVe – XIXe siècle) du portrait et de la peinture animalière, parmi bien d'autres ; tous établissent un certain degré dans le rapport à la représentation de la nature que l'on peut qualifier de « naturalisme ».
Le naturalisme dans l'antiquité se manifeste très tôt dans le palais Nord-ouest de Nimroud — règne d'Assurnasirpal II (883-859 AEC) — avec « des représentations anatomiquement correctes de figures aux corps très musclés » « Cet exemple rappelle que la volonté d'observation attentive de la nature doit être comprise à l'intérieur des contours culturels spécifiques de la civilisation qui l'a créée ». Tandis que dans l'art égyptien, la représentation naturaliste doit être vue comme la nécessité de reproduire l'être représenté, ce qui permettaient de le reconnaître sans erreur possible à partir de quelques détails précis et significatifs. « Car la valeur de la représentation en Égypte est quasiment magique, tout comme écrire ou verbaliser équivalait à faire venir à l'existence ce qu'on nommait ou ce qu'on représentait ».
Le naturalisme dans l'art chinois est évoqué à propos de portraits d'humains et de chevaux, mais aussi dans le cas de peintures de fleurs et oiseaux. Les chevaux de l'empereur Taizong (rg. 626-649) ont eu leur portrait, réalisés d'abord en peinture par Yan Liben. Les bas-reliefs témoignent d'un remarquable « naturalisme », rare dans l'art chinois où le portrait se doit de révéler aussi l'esprit qui anime les êtres. Au XVIIIe siècle, « les empereurs mandchous attachaient une grande importance à la ressemblance physique et à la vivacité des portraits que l'on faisait d'eux-mêmes, ils souhaitaient qu'une forme de fidélité naturaliste comparable rende compte de l'héroïsme et du talent de leurs meilleurs combattants, incarnat les vertus ancestrales. » L'un des cent portraits commandés par l'empereur Qianlong, conservé au Metropolitan Museum of Art, en témoigne. L'attachement à une étude détaillée, peinte d'après nature, est plus commune dans la peinture chinoise de fleurs et oiseaux. Ainsi, parmi tant d'autres, Lin Chun, Oiseau sur la branche de pêcher, durant la dynastie Song, {{cita|suit des modèles de Zhao Chang et Li Di, mettant tout particulièrement l'accent sur la représentation d'après nature. Cette tradition remontait, au moins, à Huang Quan et à ses Oiseaux rares d'après nature, dont Liu Jianlong souligne la « finesse de la restitution ».
Dans la peinture japonaise de Itō Jakuchū (1716-1800) on retrouve un naturalisme tout autant attaché à la restitution de détails observés, par des procédés exigeants et complexes.

## Dans l'art occidental

Exemples de naturalisme dans l'art occidental
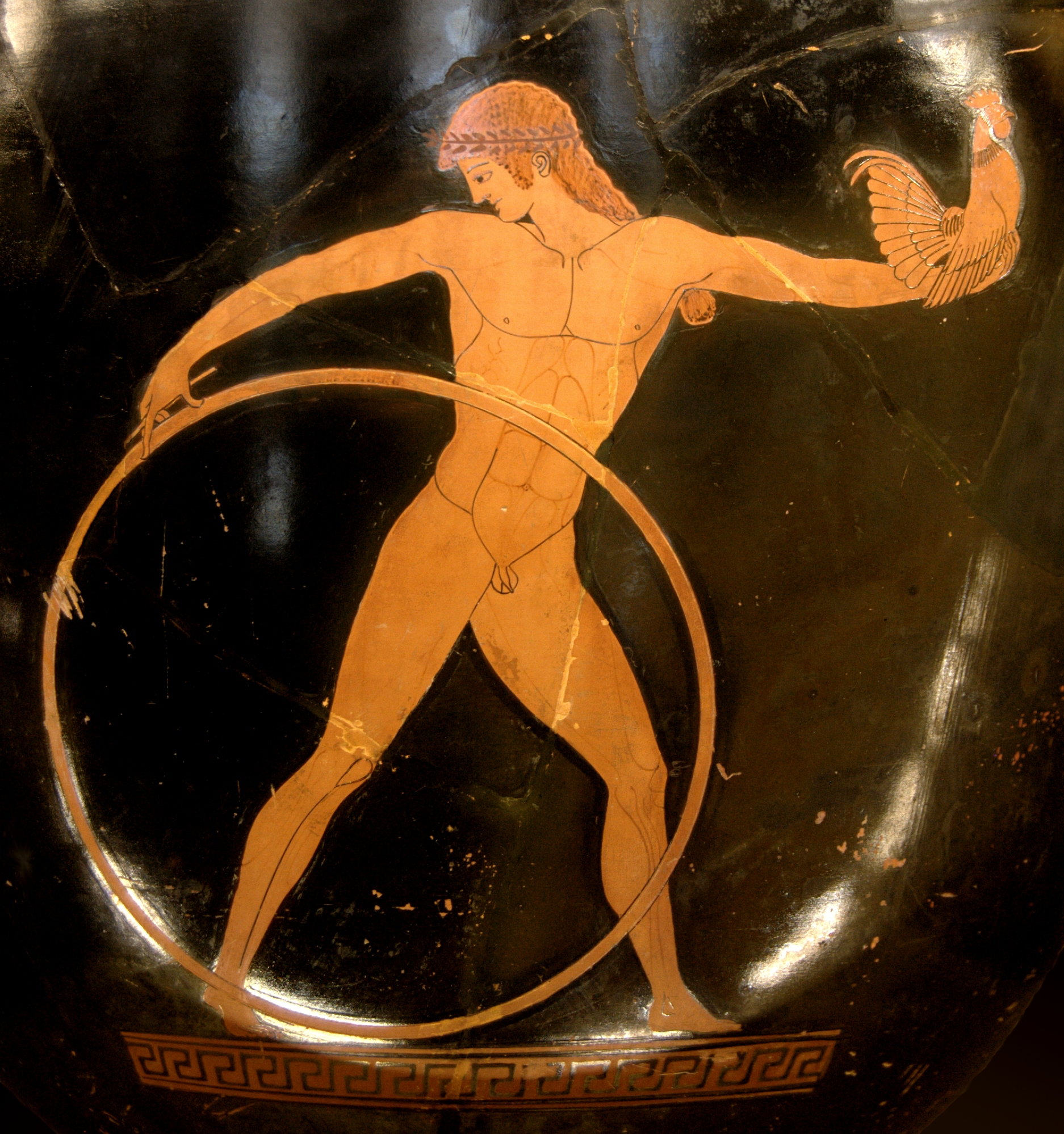
Ganymède tenant un cerceau, symbole de jeunesse, et un coq, présent amoureux de Zeus. Musculature détaillée. Cratère attique à figures rouges du Peintre de Berlin, vers 500-490 av. J.-C., Paris, musée du Louvre.
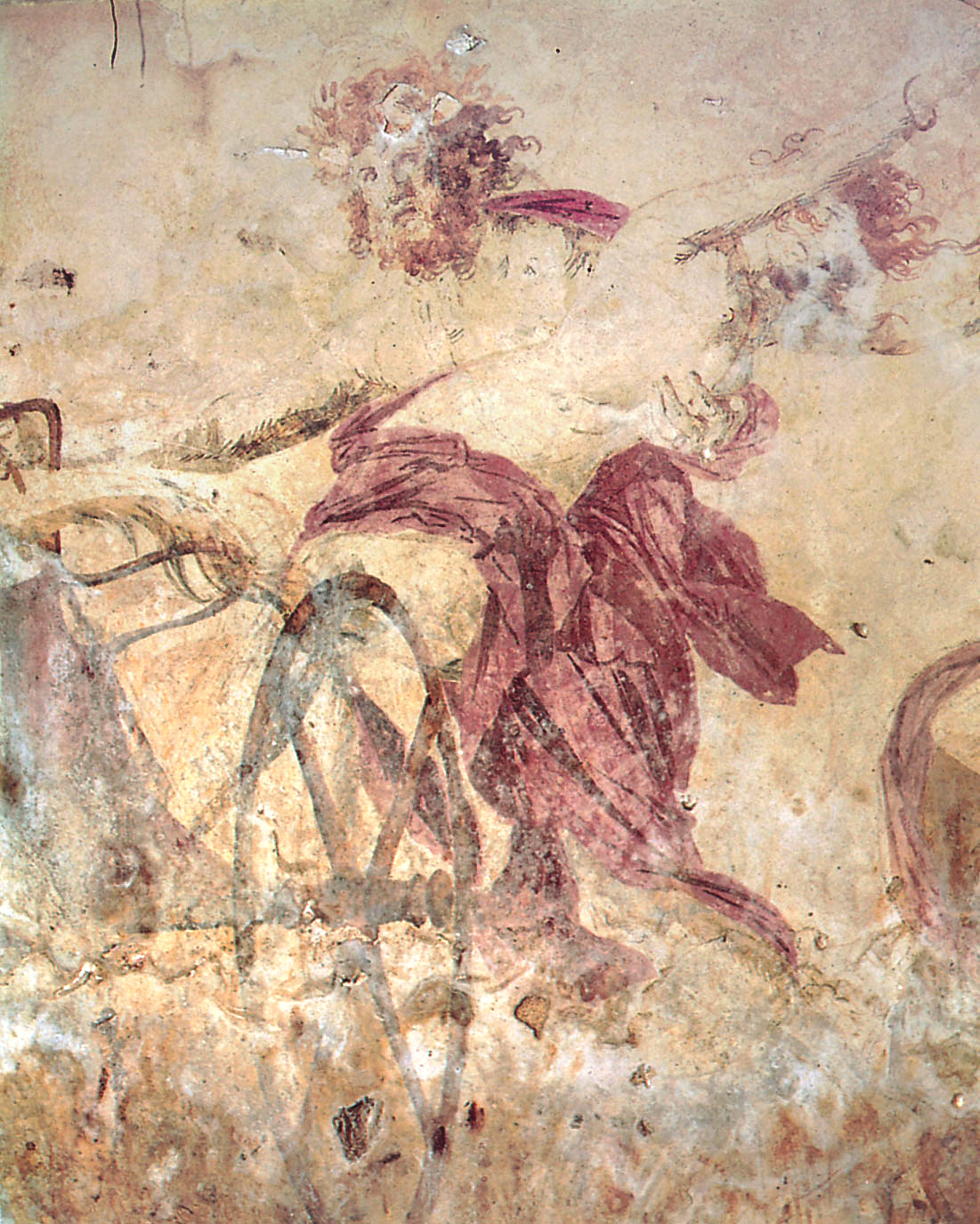
Le rapt de Perséphone : L'un des premiers effets de perspective illusionniste. Mouvements expressifs. IVe siècle av. J.-C. Peinture murale, tombe royale de Verghina (Vergina), Macédoine.
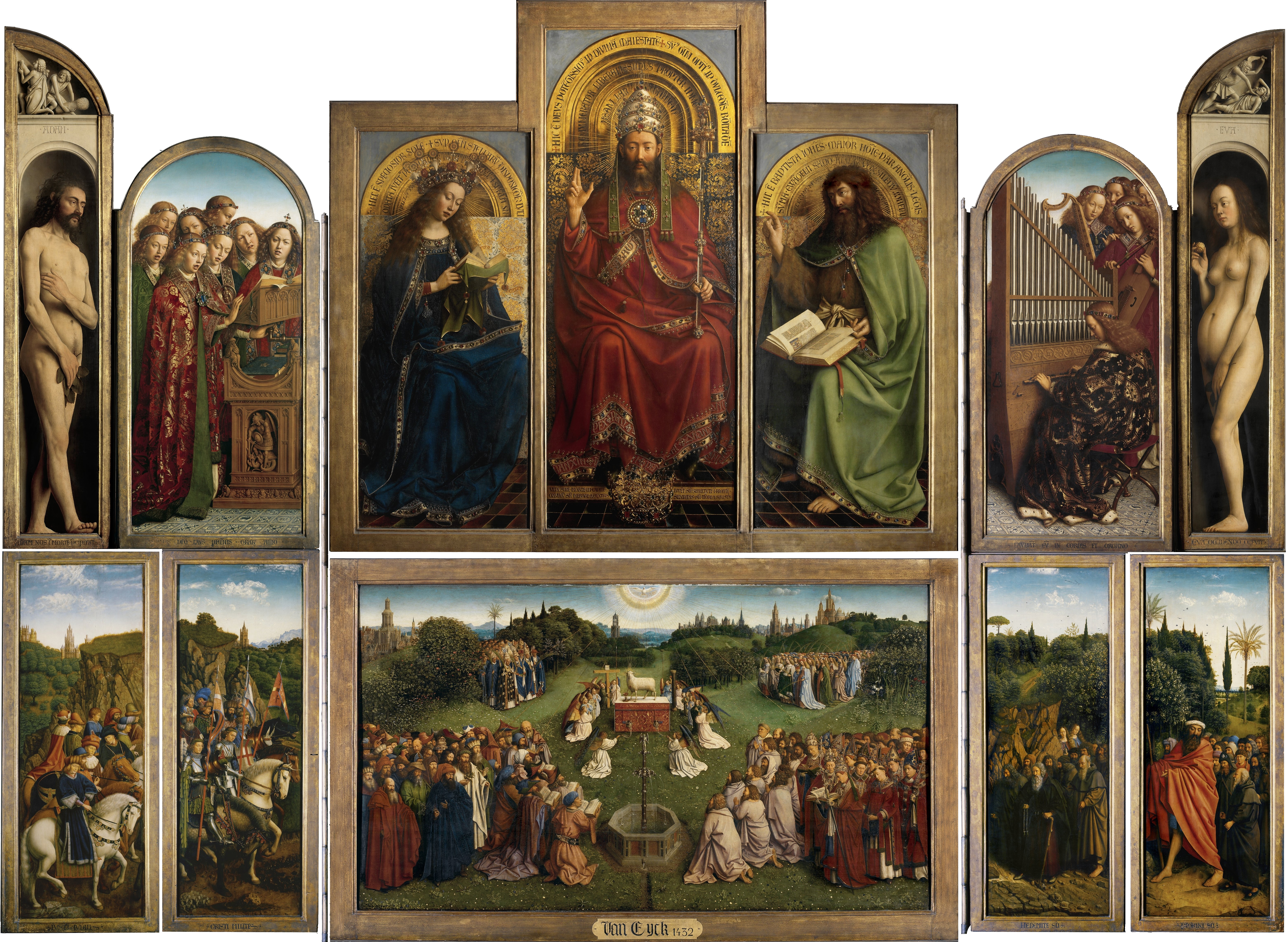
Adam et Ève du Polyptyque de l'Agneau mystique d'Hubert et Jan Van Eyck (premiers nus naturalistes monumentaux de la Renaissance. Demi-grandeur). 1432. Huile sur bois. Cathédrale Saint-Bavon de Gand, Belgique.
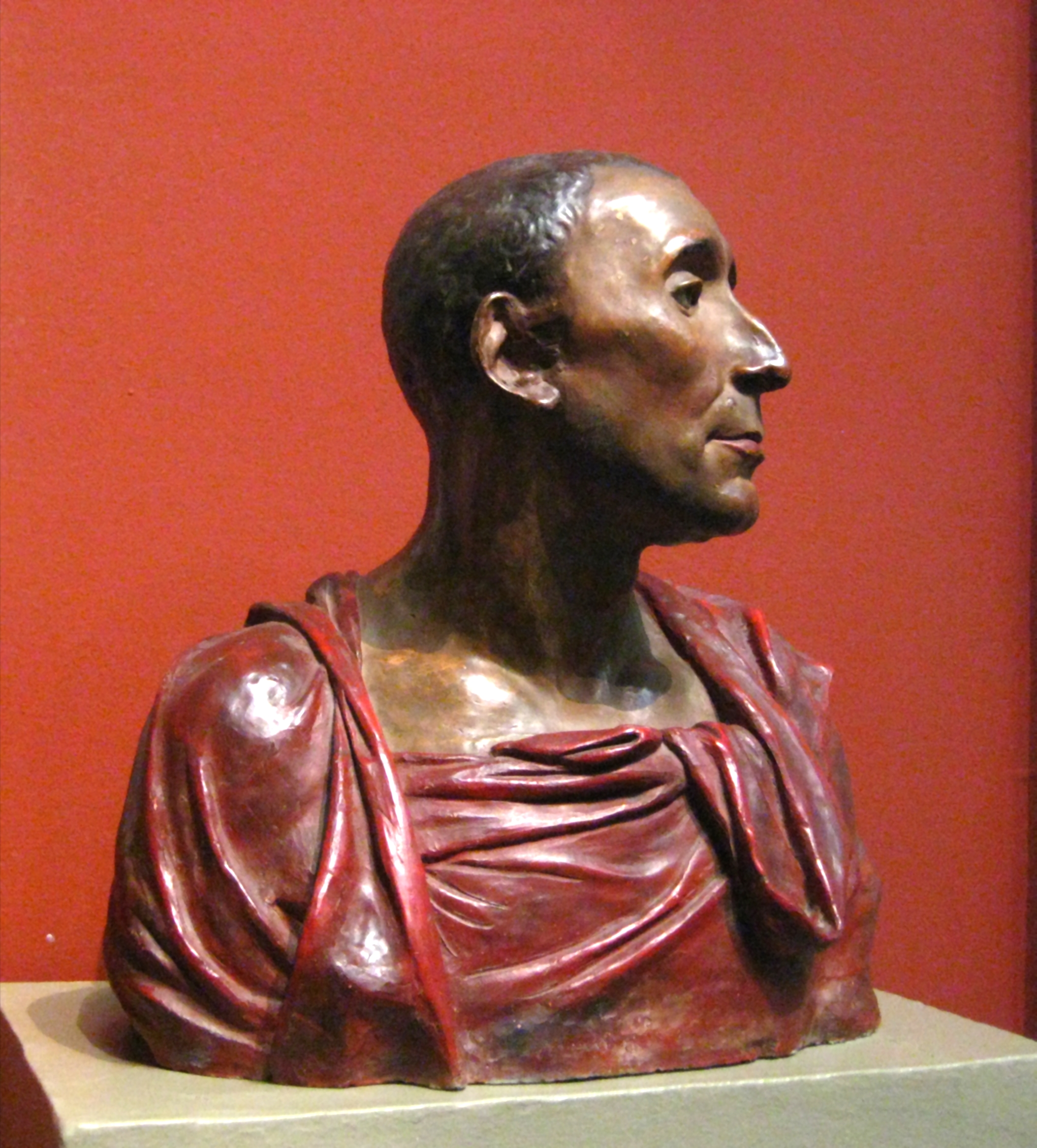
Niccolo da Uzzano, attribué à Donatello, années 1430. Terre cuite peinte, (échelle 1/1). Musée national du Bargello[20].
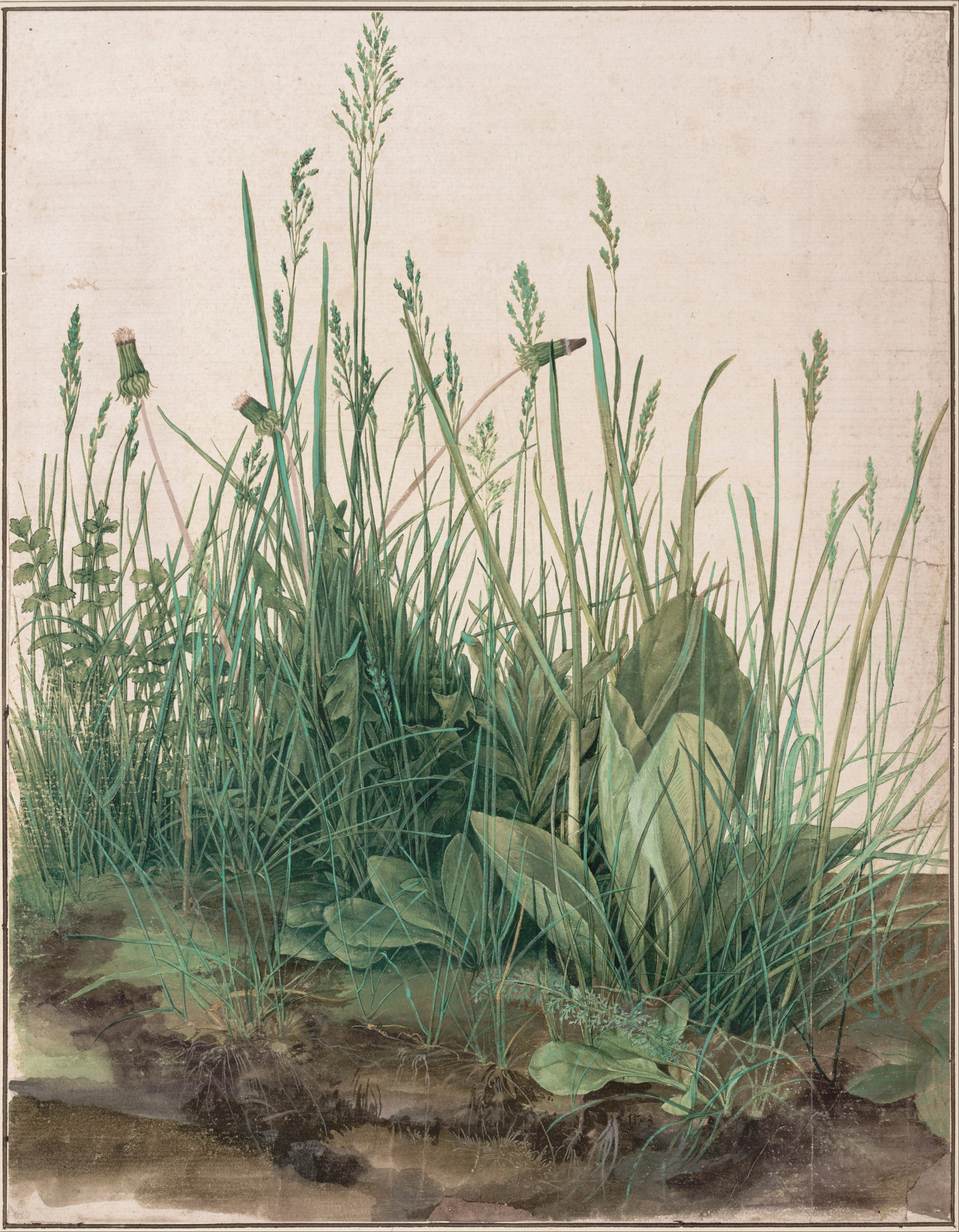
Albrecht Dürer, La grande touffe d'herbe. 1503. Plume et pinceau, aquarelle et gouache sur vélin, rehauts de blanc, H. 40 cm. Vienne, Albertina.
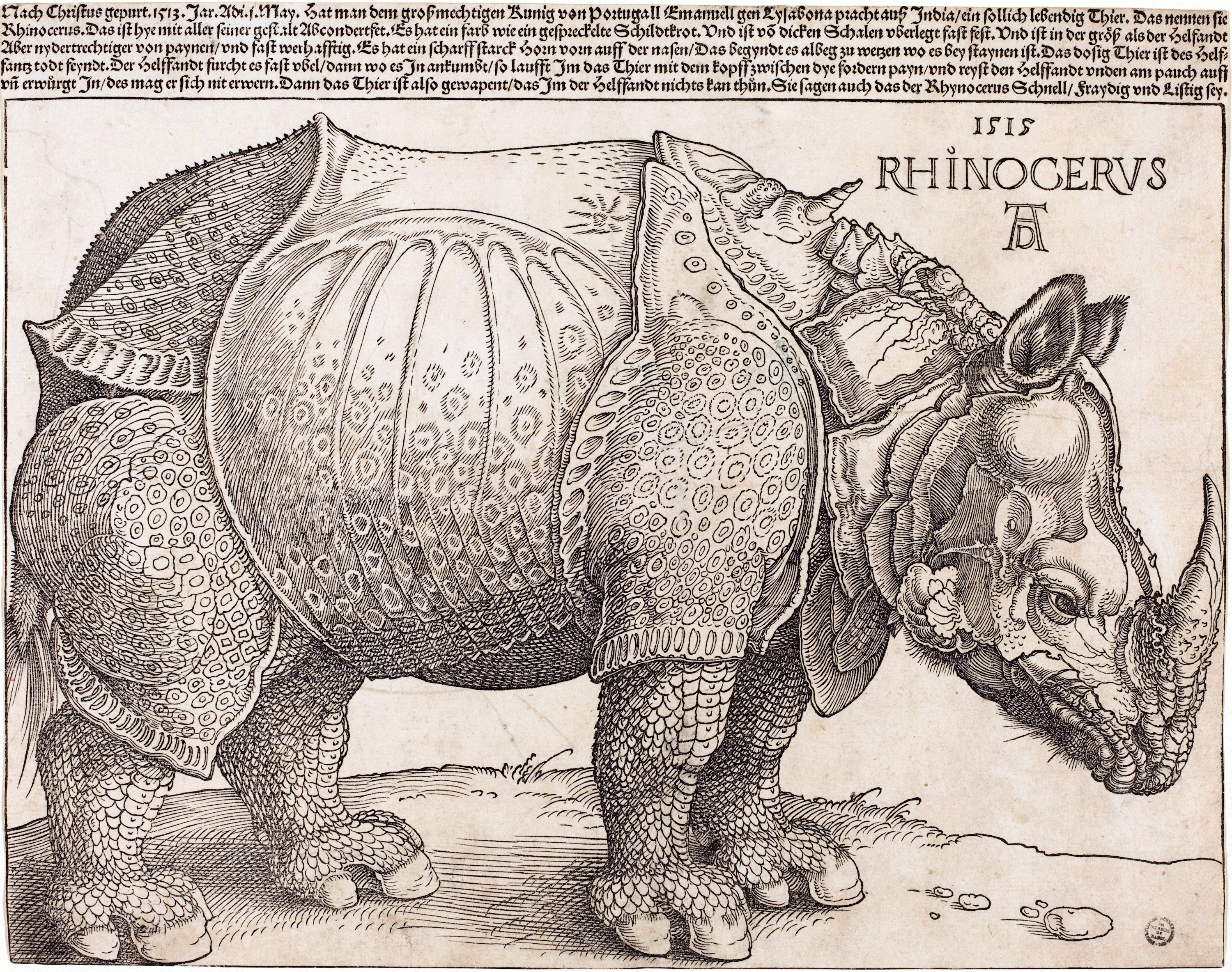
Albrecht Dürer, Le Rhinocéros. 1515. Gravure sur bois, H. 23,5 cm. Washington, National Gallery of Art.
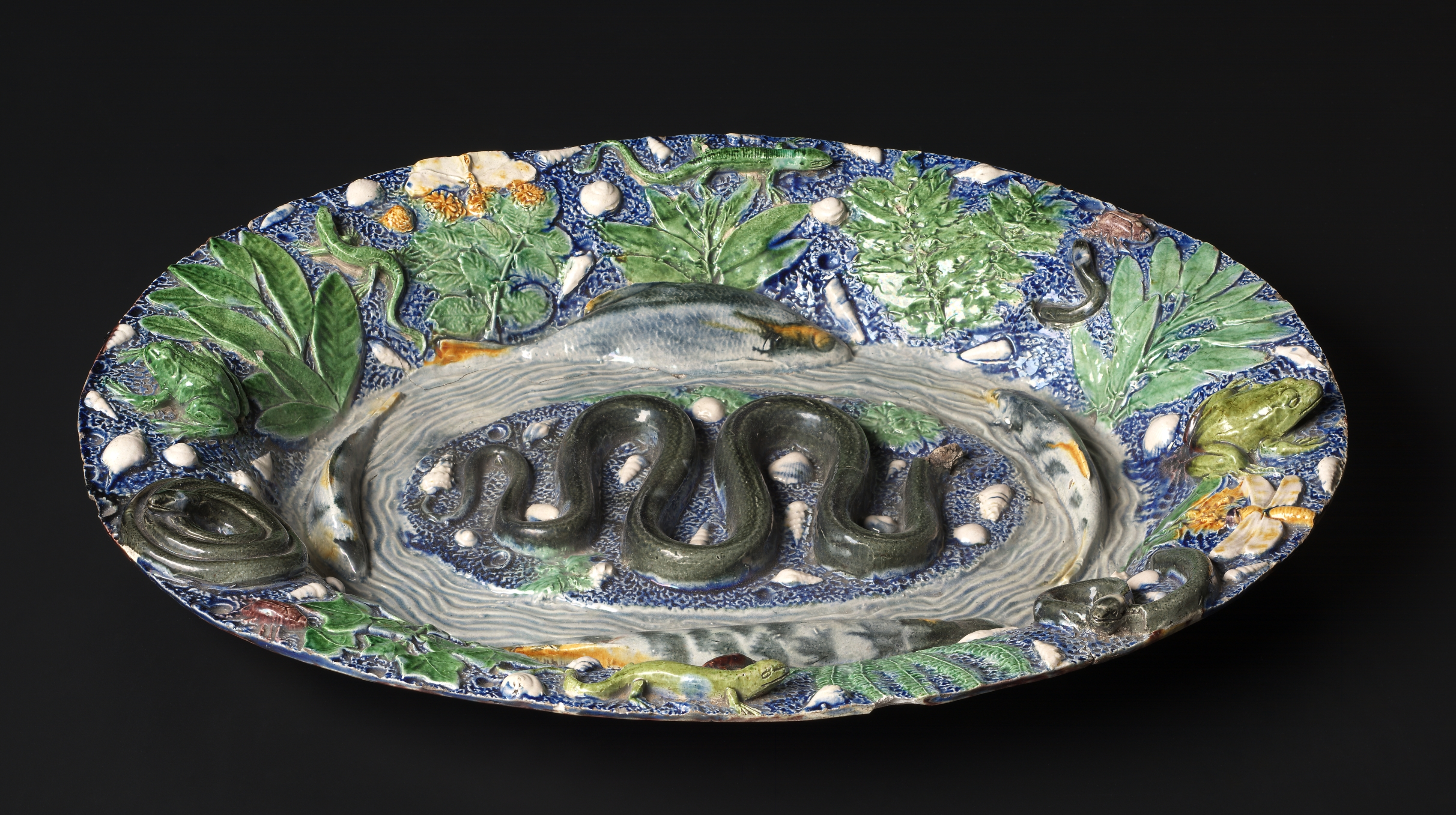
Bassin « rustique », attribué à Bernard Palissy. Fin du XVIe début du XVIIe siècle. Terre vernissée, moulages sur nature, glaçures plombifères. Paris, musée du Louvre.
Le Caravage, L'incrédulité de Saint Thomas (mise en question de l'illusionnisme et du « réel », en vraie grandeur). 1601-1602. Huile sur toile, 107 × 146 cm. Potsdam, palais de Sanssouci.
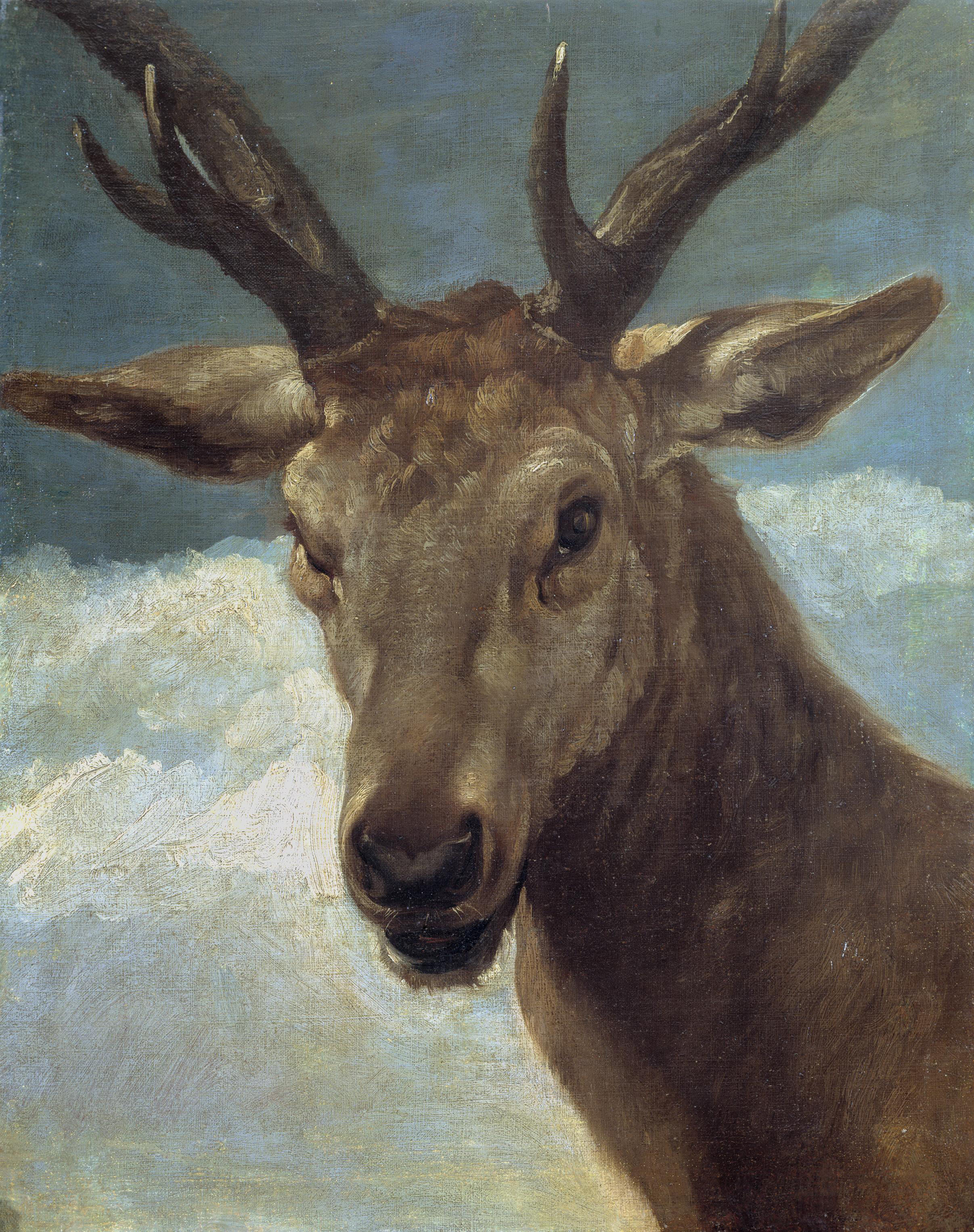
Diego Velasquez, Pièce de vénerie, vers 1626-28, étude de la nature. Huile sur toile. Madrid, musée du Prado.
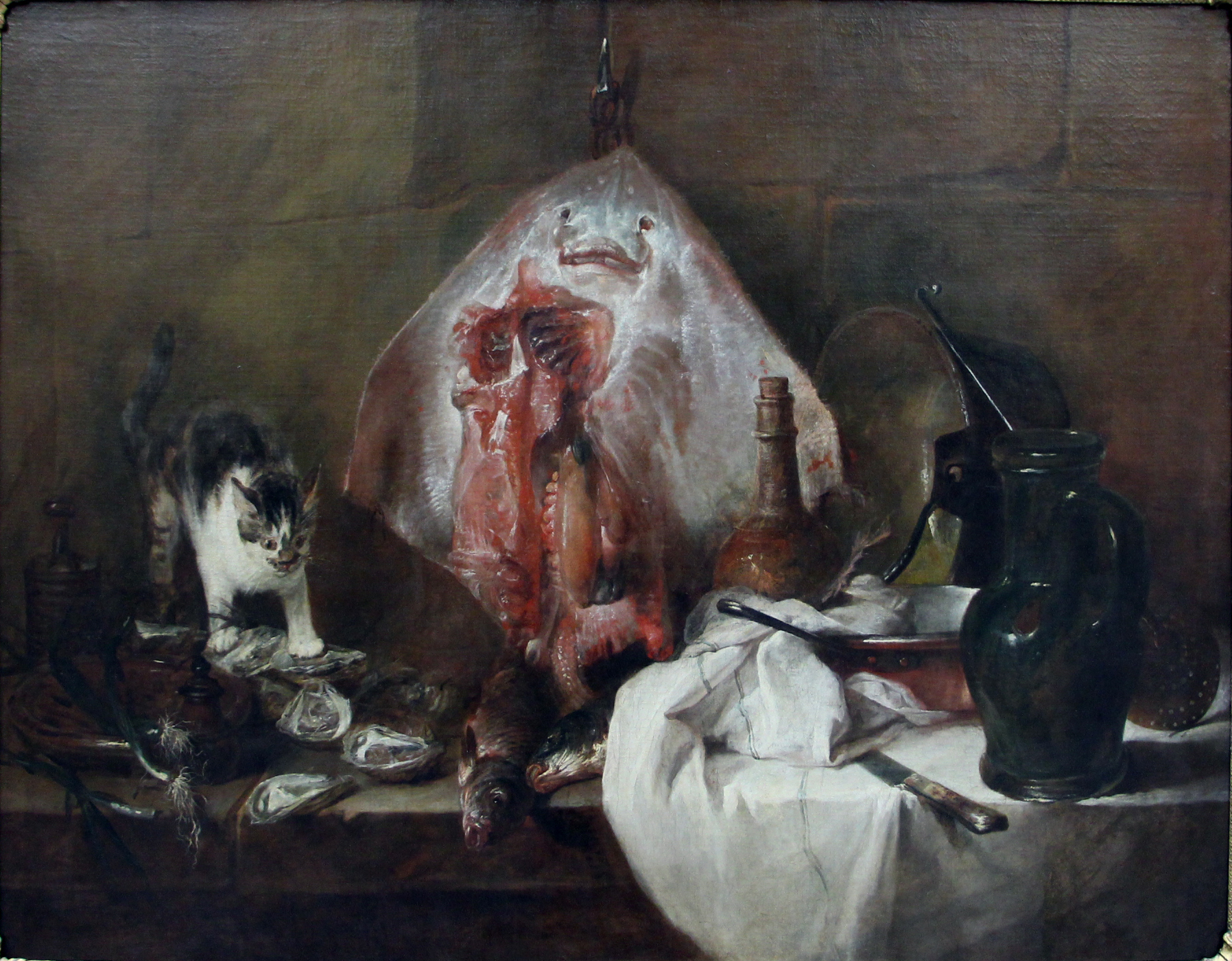
Jean Siméon Chardin, La Raie, 1728 (rendu naturaliste des matières, mates ou luisantes). Huile sur toile, 114 × 146 cm. Paris, musée du Louvre.
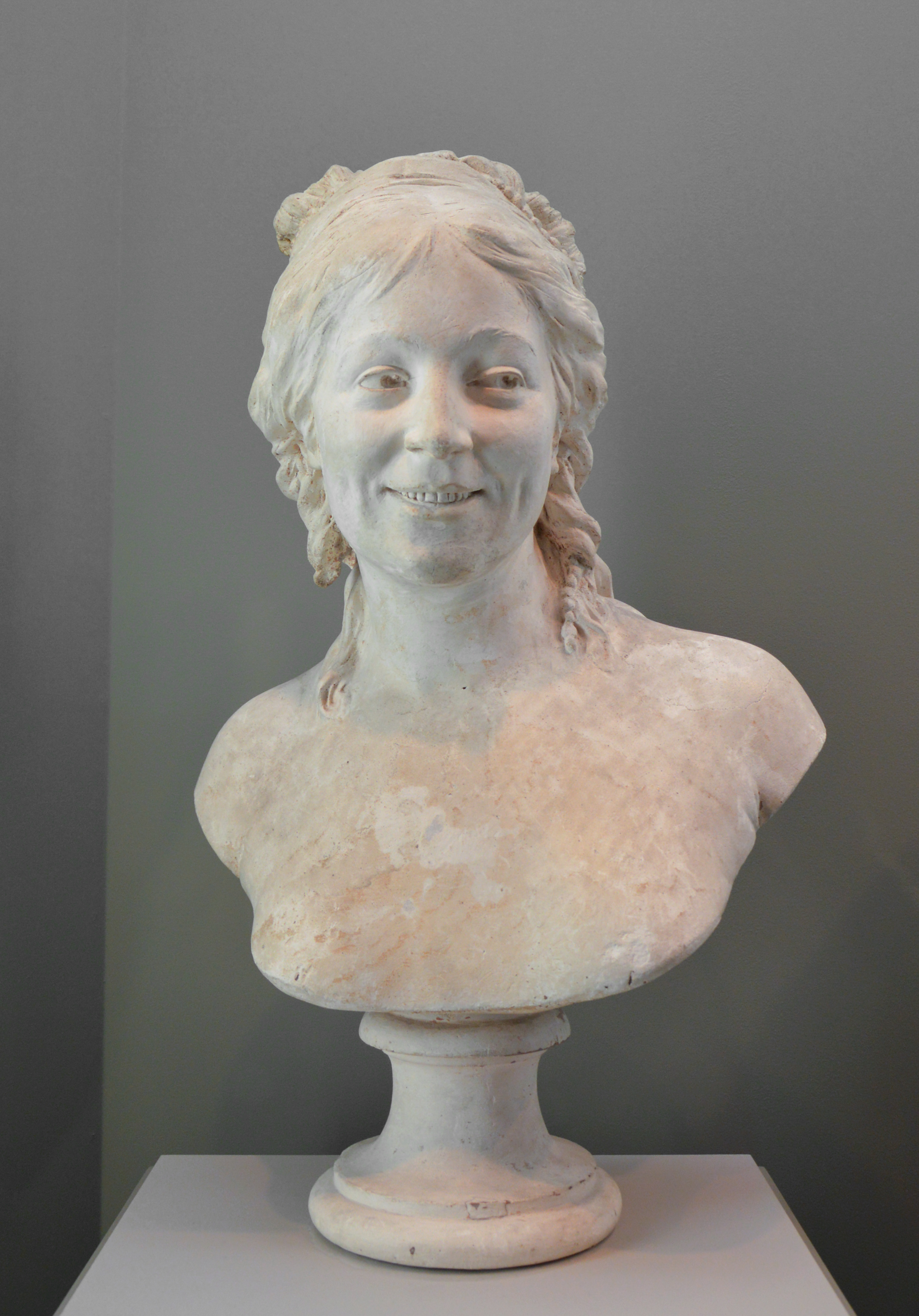
Jean-Antoine Houdon, Madame Houdon, 1786 (portrait au naturel). Plâtre original, H. 48 cm. Paris, musée du Louvre.
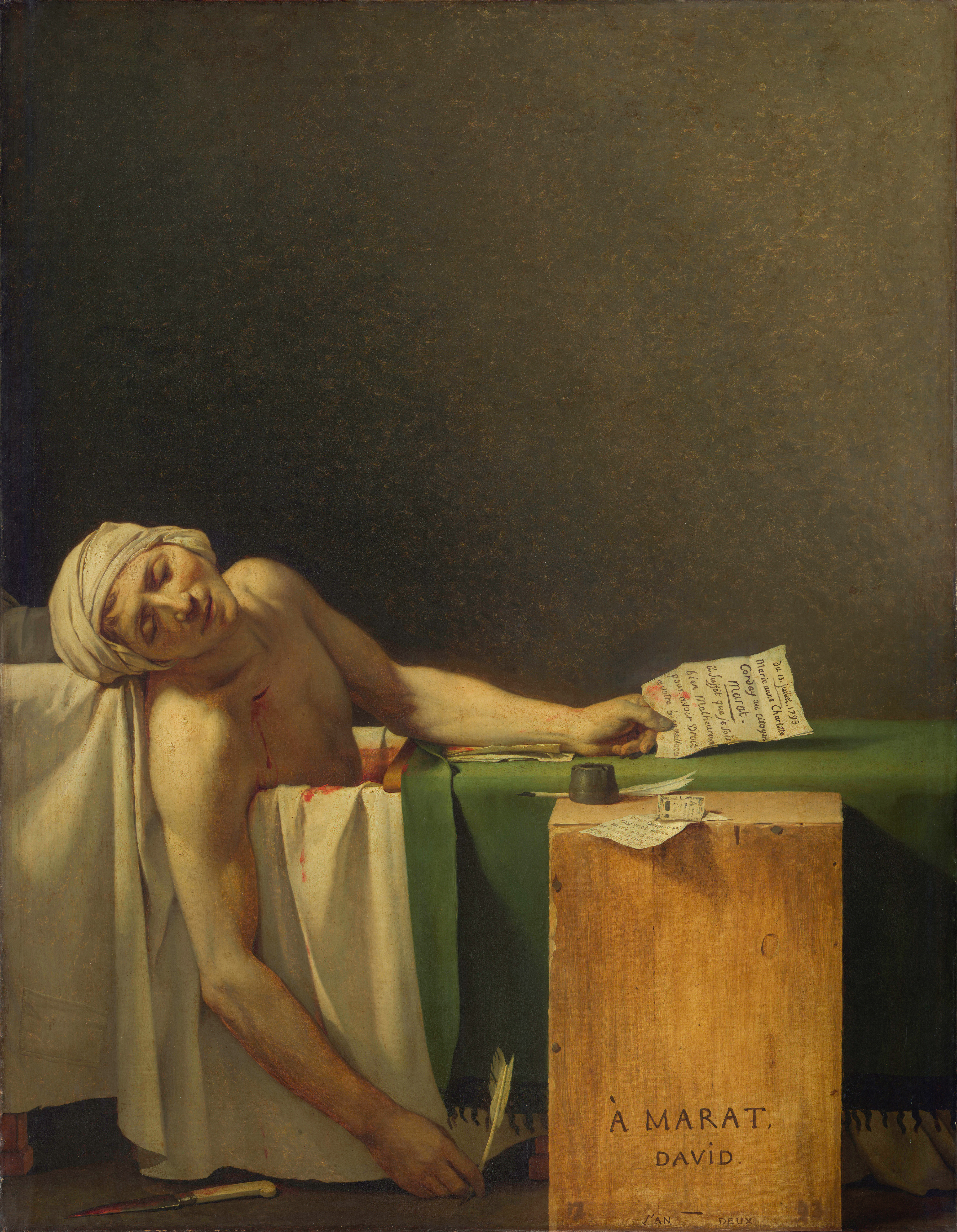
Jacques-Louis David, La Mort de Marat, 1793 (reconstitution en vraie grandeur). H. 165 cm. Bruxelles, musées royaux des Beaux-Arts de Belgique.
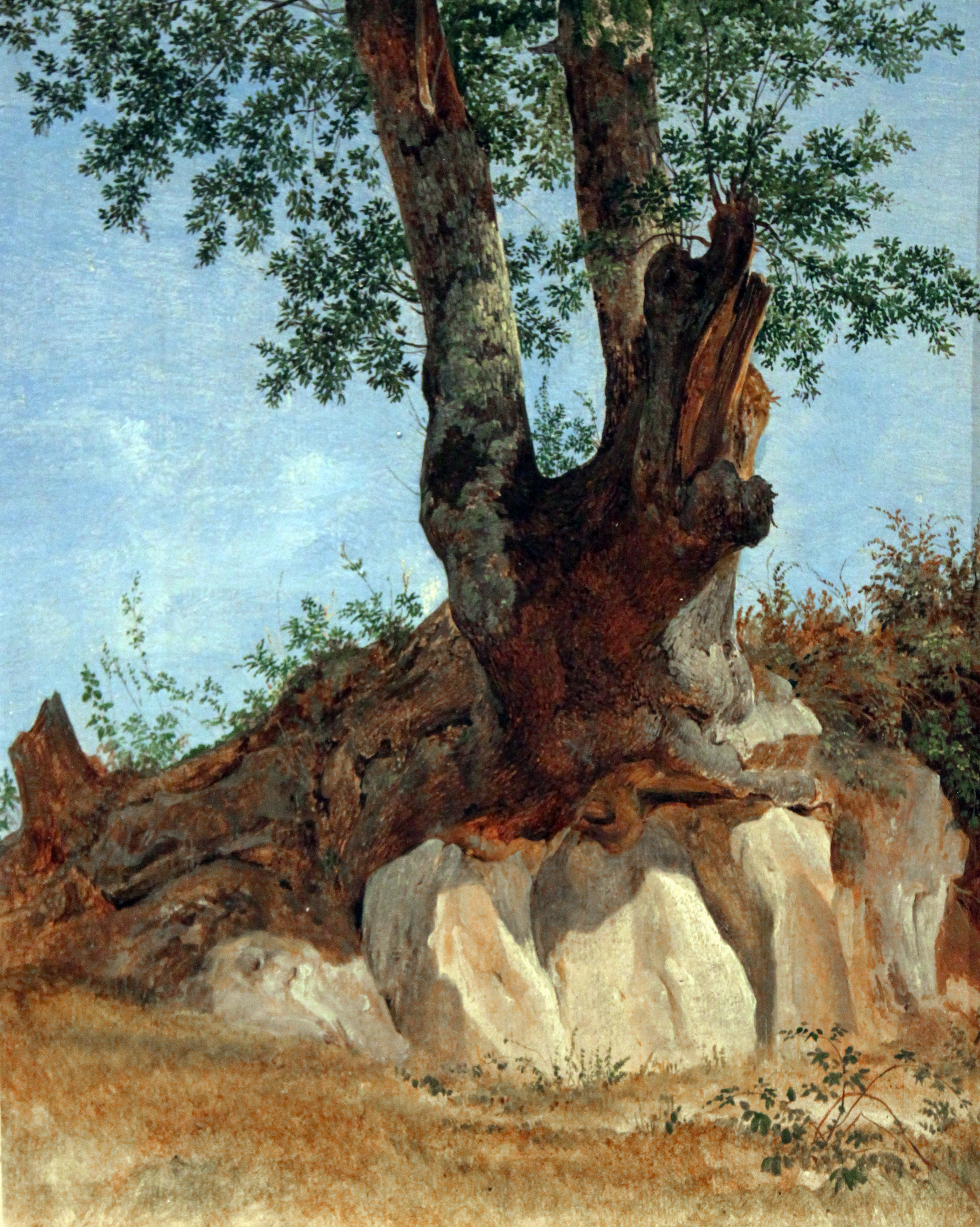
Heinrich Reinhold, Étude d'arbre, 1822-23. Huile sur papier marouflé sur carton, 25,6 × 23 cm. Kunsthalle de Hambourg.
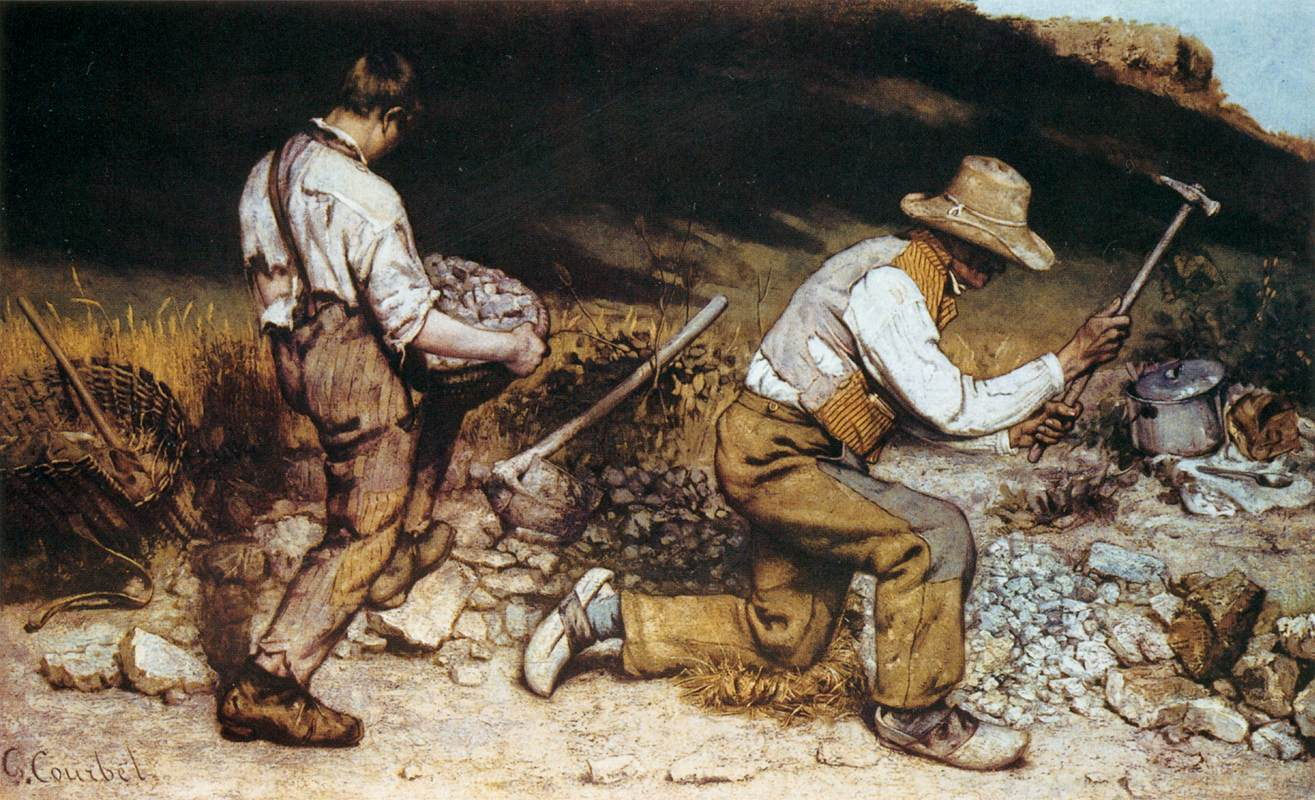
Gustave Courbet, Les Casseurs de pierres, 1849. 165 × 257 cm. Dresde, Galerie Neue Meister. Œuvre disparue.
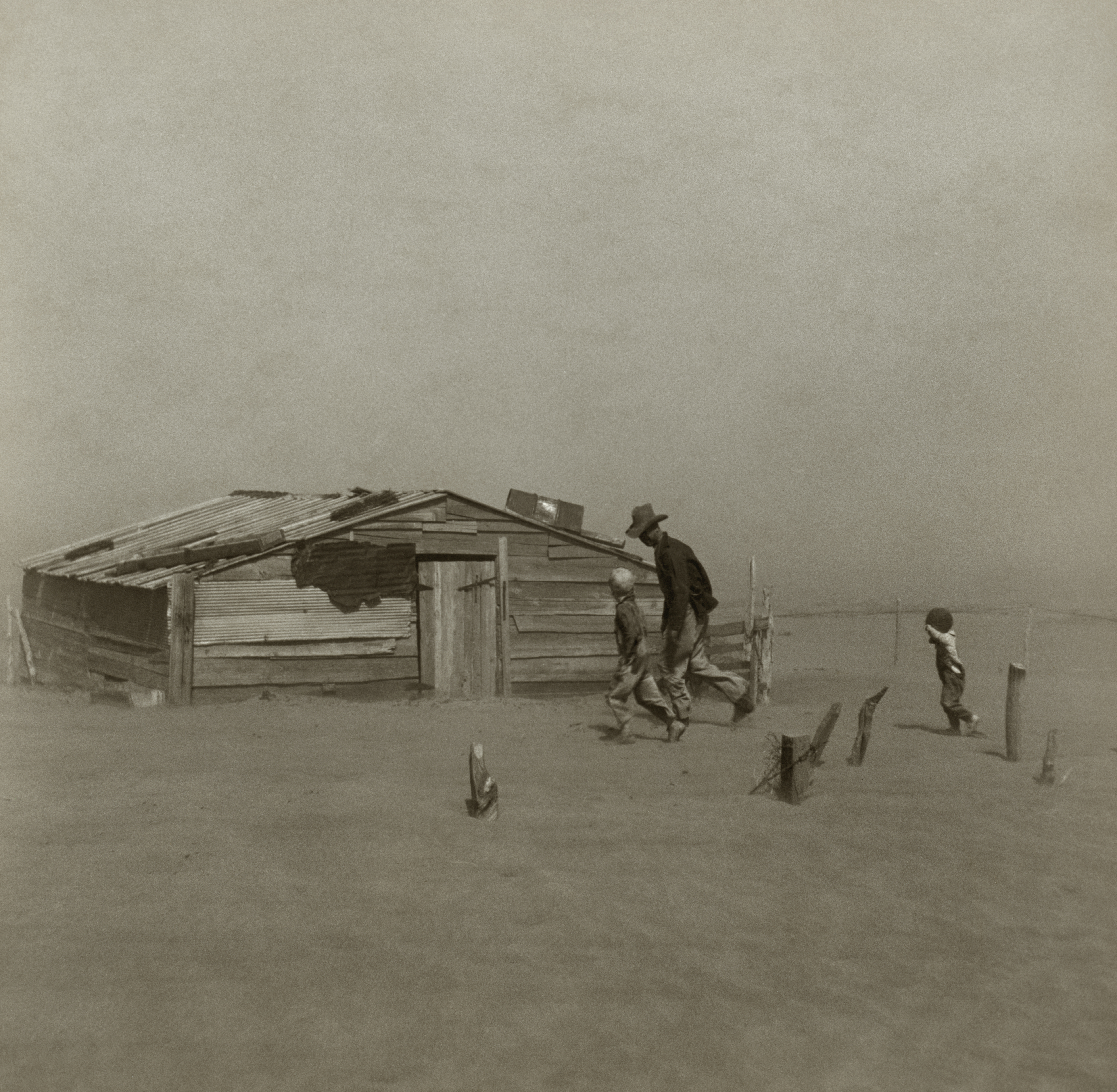
Arthur Rothstein, Tempête de sable. Comté de Cimarron, 1937. Épreuve gélatino-argentique. Washington, bibliothèque du Congrès.
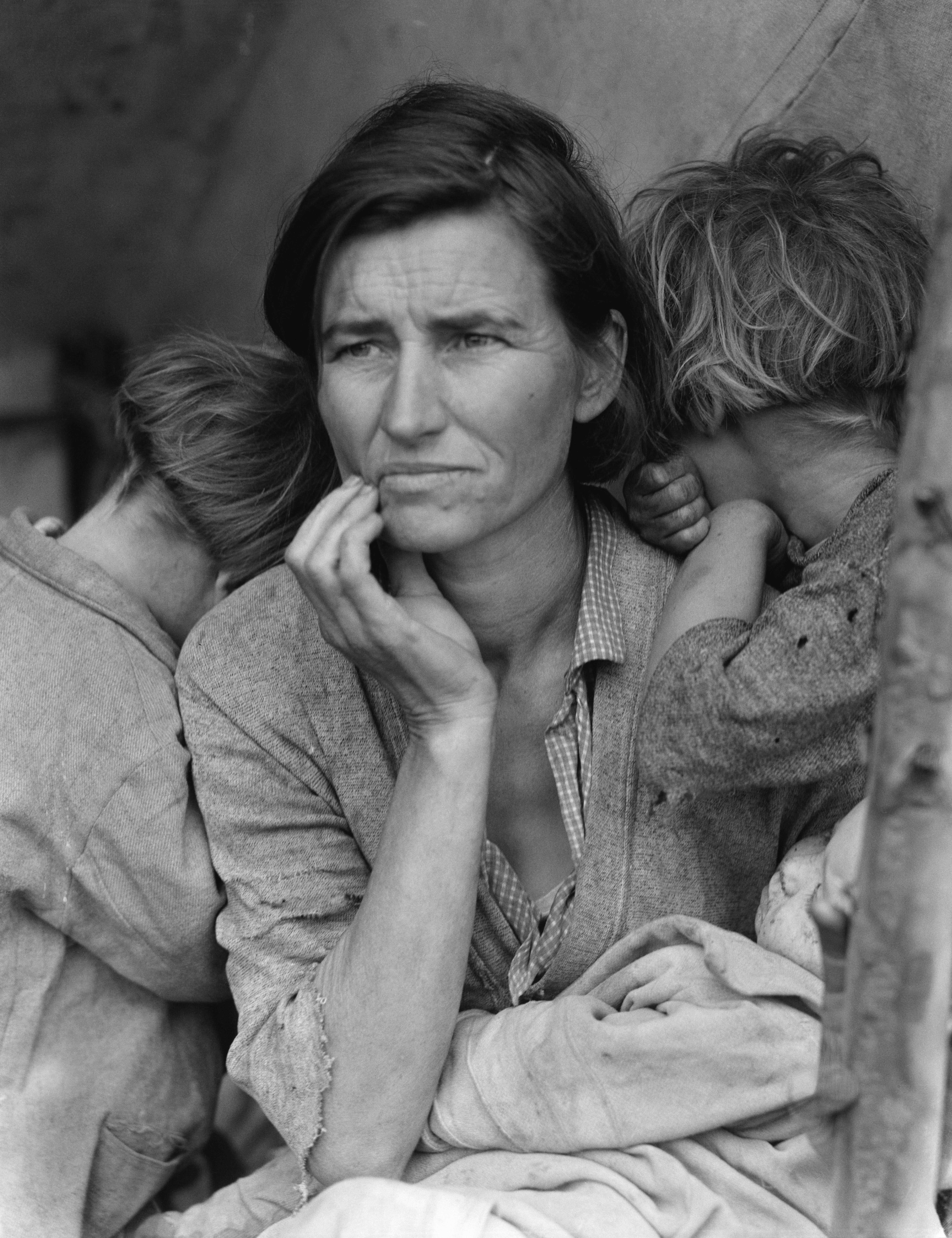
Dorothea Lange, Mère migrante, 1936. Épreuve gélatino-argentique. Washington, bibliothèque du Congrès.

### Antiquité grecque et romaine
Dans l'art grec à partir du début du Ve siècle av. J.-C. la représentation des dieux à l'image des hommes a amené les artistes, pour des raisons culturelles, à rivaliser entre eux dans l'étude de l'anatomie du corps humain, afin de donner forme, sculptée ou peinte, aux dieux et aux héros. L'étude du corps humain ayant pour but, très souvent, une offrande aux dieux ou la glorification d'un héros a entraîné le naturalisme vers une certaine idéalisation, pour évoquer des valeurs divines ou héroïques. C'est aussi le corps humain nu, en Grèce antique, qui est chargé d'en glorifier la beauté, ou, éventuellement la laideur et où le naturalisme dépeint, alors, l'inverse des valeurs positives. Mais les animaux et les choses sont traitées aussi avec le même naturalisme. Le naturalisme en est venu à se jouer de l'illusionnisme et du trompe-l'œil, avec le peintre Zeuxis dès le dernier quart du Ve siècle av. J.-C., et au siècle suivant, le « Rapt de Perséphone » nous en donne un exemple similaire. La référence à la nature a fait l'objet de la théorie de la mimésis dans la réflexion sur la représentation. Or c'est au même moment et dans les mêmes réalisations où ce naturalisme devenait plus manifeste, que ces artistes mettaient au point un système de proportions idéales : on le cherchait dans l'anatomie des plus beaux corps, autour des gymnases, dans une recherche de proportions idéales. Il s'agissait de trouver des formules mathématiques, révélatrices de l'ordre divin au sein de la nature, inscrites dans la nature elle-même. Ces réalisations ont abouti au canon de Polyclète (vers 440). Naturalisme et idéalisme ont donc fusionné dans la phase classique de l'art grec. Selon la formule de Bernard Holtzmann et Alain Pasquier :
Tonio Hölscher (de), figure majeure de l'archéologie classique, grecque et romaine, souligne que jusqu'à aujourd'hui on a mis en avant le « naturalisme » grec comme ce qui caractérise l'art classique, alors que les spécialistes ont sur ce « naturalisme » des avis bien différents. Par ailleurs il fait remarquer que d'autres cultures « — la Grèce archaïque ou hellénistique, la Chine classique, l'impressionnisme — ont également fait de la « nature » le critère ultime de l'art figuratif, alors qu'elles avaient de cette nature des conceptions tout à fait différentes ».

### Moyen Âge
Entre l'Antiquité et la Renaissance, l'art chrétien a traversé une longue période qui peut être divisée en deux. D'abord, la conception chrétienne de l'image « libérée du visible » prend forme. Cette image ne produit qu'une « similitude sans modèle » ; la ressemblance, le naturalisme étant hors de propos. La théologie de l'image, dans cette période de la culture chrétienne, se construit en se confrontant à l'iconoclasme, au sein de la culture byzantine du VIIIe au IXe siècle. Dès ce moment, au deuxième concile de Nicée (787), l'image qui s'adresse au croyant, sert de vecteur à la prière : « honneur n'est pas rendu aux images mais, à travers elles, à la personne qu'elles représentent ».
Dans un deuxième temps, le mouvement impliqué par François d'Assise (vers 1181-1226) tend à intégrer l'amour de la Création, dans le dispositif de l'image. L'amour donne l'énergie à la prière. C'est dans ce contexte que la peinture de Cimabue (1240-1302), commanditée par les franciscains, va figurer le corps du Christ comme un corps souffrant. C'est une image qui tend au naturalisme. La musculature distendue y est représentée dans ce but, semblable cette fois-ci au visible, afin d’entraîner l'« émotion » du croyant. Giorgio Vasari en fait le père de la Renaissance.

« Au-delà d'une observation pourtant de plus en plus aiguë, le réel n'est [alors] qu'une figure de la raison. »

Avec les grandes pestes les grands monuments funéraires sculptés et peints sont moins commandés. Ils entrent en rivalité avec les œuvres peintes, moins onéreuses et apportant une plus grande richesse dans l'imitation de la nature qui sera le concept décisif au XVe siècle. La prospérité de Bruges, entre le XIIe et le XVe siècle, qui devient une place tournante commerciale et financière entre Europe du Nord et Méditerranée, favorise les commandes.

### Première Renaissance
L'invention de la peinture à l'huile, au tout début du XVe siècle, par Hubert et Jan van Eyck, en relation avec le climat nordique qui convenait mal à la conservation de la peinture à l'eau, favorise le rendu illusionniste des matières, d'un modelé subtil, et du clair-obscur, de l'ombre et de la lumière, dans un fondu imperceptible. La source de lumière, située en dehors du tableau, conserve néanmoins sa valeur symbolique. Vers 1430, ces peintres flamands, Hubert et Jan van Eyck, en exploitent à la perfection le pouvoir de figuration naturaliste, tout particulièrement avec les premiers nus monumentaux de la peinture septentrionale sur tableau.
La culture de la Renaissance, reprenant le modèle antique, a peu à peu imposé le naturalisme souvent nuancé plus ou moins d'idéalisation. Les représentations illusionnistes de la nature se sont multipliées dès le XVe siècle. Les représentations des corps humains, détaillées, fondées sur des études fines par le dessin d'anatomie, atteignent leur perfection avec Michel-Ange tant dans le domaine de la sculpture que dans la peinture. Parallèlement les études du milieu naturel, des vêtements, des objets ainsi que de l'espace architectural, tracé suivant les conventions de la perspective linéaire, poursuivent cette exploration vériste du visible fondée sur le dessin. Par ailleurs l'étude du paysage dans lequel ils se déplacent, éclairés par diverses sources de lumières naturelles : lumière du jour, directe ou indirecte, nocturne, « à la chandelle » incitent à des effets de peinture subtils, comme le pratiquent les peintres vénitiens. L'invention de la perspective conique et la chambre noire participent ainsi du naturalisme dans la peinture en Occident, depuis la Renaissance. Léonard de Vinci en est l'artiste le plus représentatif : son travail s'appuie sur sa volonté exprimée d'aller à « l'école de la nature », d'imiter la « belle nature » sans se référer aux anciens maîtres. Il multiplie les études détaillées de tous les mouvements de la vie, de l'eau comme des oiseaux, invente des procédés pour signifier le mouvement. Aller à « l'école de la nature » le détourne de la simple apparence pour en comprendre les mécanismes, les structures sous-jacentes. Enfin il réalise la prouesse qui consiste à restituer le visible dans l'infinie subtilité des modulations du clair à l'obscur dans une matière impalpable. Comme Albert Dürer, Vinci inventorie la nature par le dessin, exprime l'intelligible dans le sensible. Et leur dessin se situe bien du côté du naturalisme, qui documente, qui cherche à comprendre et à faire comprendre.
Par ailleurs, sur cette même période, en Italie, un certain type d'artisans — les fallimagini — ont été abondamment sollicités pour réaliser de très nombreux portraits qui servaient d'ex-voto. Ils employaient la technique de l'empreinte du visage par moulage, autrefois technique mortuaire qui avait été pratiquée à l'époque romaine et qui était aussi utilisée aux XIVe et XVe siècles. Or c'est tout l'ensemble de la sculpture qui était alors entrainé vers l'« image exacte », tout comme la peinture et en rivalité avec elle dans l'imitation de la nature. Il semblerait ainsi que, probablement pour le Buste de Niccolò da Uzzano, au visage peint, mais aussi dans Judith et Holopherne, pour une partie de sa Judith, Donatello aurait fait appel à ce procédé. Et après lui Verrocchio qui trouva des solutions auprès de ces fallimagini, peu avant que leur métier ne disparaisse complètement.

### DuXVIIeauXIXesiècle
À la charnière des XVIe et XVIIe siècles, les grandes peintures d'histoire, tableaux à sujet religieux qui étaient auparavant une pure re-création à partir des plus beaux fragments copiés sur nature, sont composées avec Caravage de figures d'un naturalisme qui étonne tout le monde et qui fait son succès immédiat. Sa méthode consiste à faire poser ses modèles vivants dans le vêtement d'usage courant à son époque, et de les peindre sans dessin préparatoire, tel qu'il les a sous les yeux, à notre échelle, tout près de nous, en établissant une quasi-continuité entre le monde réel et celui de l'image. Aucune figure n'est idéalisée sauf l'image du Christ. Le but étant de toucher le peuple des chrétiens par des scènes pleines de naturel, qui feraient de Jésus un éternel contemporain.
Par ailleurs, depuis la Renaissance, mais plus encore au XVIIe siècle, au sein de l'art baroque, la peinture de paysage, la nature morte (les vanités) et la scène de genre se développent dans un style naturaliste, avec une motivation plus ou moins claire. Ainsi, une nature morte fixe l'image d'un réel magnifique pour mieux en montrer le caractère éphémère. De nombreux peintres traitent ainsi l'image de la nature avec un sens aigu du « vrai », qu'il s'agisse des peintres flamands ou hollandais, comme Hals, Ruisdael, Emanuel de Witte ou Vermeer, qui reste bien plus énigmatique.
La méthode du Caravage eut un impact considérable sur la peinture ultérieure, et en particulier sur Rubens et Velasquez, voire Rembrandt et plus tard David. Le portrait de La Mort de Marat, en pleine période révolutionnaire, donne l'impression du naturel, représenté avec un naturalisme appuyé, dans les moindres détails et, dans le même temps, il est tout aussi composé qu'une peinture de Caravage. David a effectué la reconstitution de la scène du crime, tout en ayant le souvenir de « La mise au tombeau » de Caravage. La fin du XVIIIe siècle voit aussi un sculpteur, Jean-Antoine Houdon, fonder sa réputation sur le « naturel » de ses portraits : une pose qui révèle la nature profonde du sujet et reproduit avec vérité les traits du visage — visage parfois relevé par empreinte moulée sur le vif, pour plus de vérité et par faute de temps, et afin de servir de document. Pour cette raison il ré-invente la sculpture de l'œil, avec un petit cube pour accrocher le point brillant, qui donne toute sa vie à un portrait ; comme quoi il est parfois nécessaire de transposer le réel pour faire « vrai ». Dans le même esprit, il expose le buste de sa jeune femme riant, et découvrant ses dents. Un tel sourire aurait été inconvenant dans l'ancienne société, mais on était en 1786, et l'ancien monde était lui-même critiqué, considéré comme une société trop pleine d'artifices, voire décadente. Ce même artiste a été le premier à dresser la figure de Diane ayant l'apparence d'une femme nue, sexuée. Seule la version conservée à Lisbonne au musée Calouste-Gulbenkian a conservé son aspect originel ; comme quoi le naturalisme a pu être un combat.
Au XIXe siècle le naturalisme, en peinture tout au moins, se généralise, au sein de plusieurs courants : tout d'abord, les peintres voyageurs, comme Corot et, parmi bien d'autres, Heinrich Reinhold. Leurs études de paysages, réalisées sur de petits formats de papier préparé marouflé sur carton, pour être aisément transporté en plein air, participent de ce vaste courant de peintres paysagistes. Ils tendent à composer leur étude par le choix primordial du sujet le moins dénaturé, l'Italie chargée d'histoire antique est à « prendre » telle-quelle, il suffit d'un point de vue et d'un cadrage, comme l'a fait remarquer Peter Galassi. Ils anticipent ainsi la pratique des futurs photographes, dès le milieu du siècle.
Suivent une démarche similaire, les peintres de la réalité, documentaristes scrupuleux (comme le peintre lyonnais Jean-Michel Grobon), les orientalistes (qui utilisent souvent la documentation photographique, comme Jean-Léon Gérôme, lui-même photographe), et enfin les peintres réalistes au premier rang desquels : Gustave Courbet. Plus tard, viennent les naturalistes, dont Rosa Bonheur et le mouvement naturaliste international de la fin du siècle (environ 1880-1900). Entre-temps et suivant une démarche nettement documentaire, des artistes travaillent pour fournir des témoignages de terrain aux journaux de l'époque, ils vont arpenter le territoire en donnant chaque fois une image objective du réel apparent, c'est le cas de Winslow Homer, en Amérique.
L'impressionnisme, un naturalisme sans compromis, se focalise avec une telle attention à la restitution de l'impression optique qu'il en vient à placer au second plan chaque objet dénommable dans son champ visuel, qui devient flou, comme un « bougé » sur une photographie, en particulier le feuillage sur ces premières photos. La « limite », le contour de chacun de ces objets s'efface au profit d'un naturalisme de la perception, un ensemble de phénomènes associés à la lumière, propre à un instant et, dans l'espace perçu, à une configuration particulière des couleurs entre elles. Le plein-air clarifiant tous ces phénomènes.

Auguste Rodin, dans son Âge d'airain obtient un succès retentissant après une polémique violente à propos de son naturalisme tellement appuyé qu'il en paraissait un surmoulage (moulage sur un modèle vivant). En 1878, Rodin crée son Saint Jean Baptiste plus grand que nature pour prouver qu'il n'a pas recours au moulage et prouver son génie, tout en ayant recours au même naturalisme.

### Photographie
Pour les peintres voyageurs, l'idéal était d'aller au plus près des « originaux », faire l'expérience soi-même de ces paysages tant imaginés d'après les textes antiques ; aller en Italie, se saisir de l'essentiel dans une étude relevée sur le motif même. L'apparition de la photographie a très vite été pensée pour offrir, cette documentation en forme d'enquête, au plus près du réel, à destination des peintres et graveurs. Son caractère d'empreinte lui conférant une authenticité absolue, un concentré de réalisme, ce naturalisme qui sera rejeté par la première génération des modernes avec Gauguin. Progressivement, la technologie a renforcé la mise au point d'un dispositif garant de l'aspect documentaire, bien que des débats très vifs aient abouti à des pratiques jugées plus « artistiques », le pictorialisme.
En 1889, le photographe anglais Peter Henry Emerson publie un ouvrage : Naturalistic photography for students of the arts, dans lequel il démontre sur le modèle de la vision humaine, que loin d’un rendu uniformément précis le photographe doit, grâce à la technique de « mise au point sélective » , s’attacher à un sujet principal, le reste de l’image étant légèrement flou. Cette démarche se situait dans le contexte de la vision impressionniste et de son naturalisme essentiel. Mais le flou efface l'information attendue dans une œuvre naturaliste traditionnelle, support à la constitution d'une représentation, ou de l'image mentale qui se voudrait « nette ».
Dans une démarche inverse, depuis l'invention de la photographie, tout un pan de la photographie documentaire relève aussi du naturalisme sans le nommer. Cette démarche privilégie la netteté et non le flou, et développe son style propre comme le font Arthur Rothstein et Dorothea Lange dans leur publication An american exodus : a record of human erosion  pendant la grande Dépression, dans le cadre du programme de la F.S.A. (en). Ceux-ci quittent leur studio pour aller au plus près des populations, quasiment en ethnologues. Walker Evans, de son côté, comptait plus sur l'impact de l'image, sans commentaire, mais éventuellement adossé à une description littéraire précise. Leurs images, aux uns comme aux autres, de la crise des années 1930 aux États-Unis, modifièrent considérablement la mentalité du public des zones non directement touchées. Ils offraient la possibilité d'une image : photographie et textes permettaient la compréhension et la création d'une image mentale de la situation. Tous allaient au plus près du sujet. La célèbre migrante de Dorothea Lange en est l'exemple type. Son naturalisme n'est pas la simple vérité prise au hasard, mais un effet de style : choix du sujet, du point de vue et de son cadrage, choix du détail, net, choix du « bon » cliché dans une série, pour mieux faire image.
Parmi d'autres démarches documentaires, la photographie humaniste, la photographie humanitaire participent de cette image naturaliste fondée sur l'expérience du réel.

## Conclusion
Si les Grecs de l'époque classique et hellénistique ont fait le choix du naturalisme c'était afin de valoriser l'objet offert aux dieux, rendre hommage aux héros, et faire honneur à ses hôtes dans de beaux objets, car dépeindre des corps naturellement beaux suffit à produire du beau. Les chrétiens, Cimabue et les Frères prêcheurs voient dans le naturalisme l'occasion de rappeler la condition humaine du Christ, car dépeindre la vérité du corps humain suffit à donner à l'image le pouvoir de nous émouvoir. Plus tard Dürer, Vinci et les hommes de la Renaissance s'émerveillent de la Création dans sa diversité et sa richesse profuse, jusque dans une touffe d'herbe, un cheval, un rhinocéros, les mouvements de l'eau, le vol d'un oiseau. L'image d'étude suffit pour dynamiser la démarche de l'artiste. La découverte du Naturel, à l'époque des Lumières passe par la valorisation du Vrai aux dépens de l'artifice, et le portrait tout comme la découverte des régions lointaines et des peuples dits « naturels » passe par des descriptions scrupuleuses du détail « vrai ». L'artifice dévalorise l'image et ce qu'elle indique, car on y cherche l'authentique. Cette motivation se retrouve dans l'attention pour les paysages en général, et les peuples « différents », gens des campagnes lointaines ou proches au XIXe siècle, quand la culture occidentale se concentre de plus en plus dans les villes. Cela prend l'aspect d'une documentation, aussi exhaustive que se veut le Musée, l'étude des religions, des sociétés. Parallèlement le document devient aussi un moyen de sensibiliser l'élite aux souffrances endurées par les populations qui la servent. Le style naturaliste sert à construire une documentation, la plus précise, la plus significative et la plus diffusée possible, de la gravure à la photographie jusqu'aux nouvelles technologies de l'information et de la communication. Tous ces artistes centrent leur travail sur le choix de leur sujet, le cadrent, etc., mais surtout prétendent confier au référent le soin de construire l'œuvre, jugeant que ce motif a, en lui-même, qualité et sens. Ils ne se donnent plus l'obligation de transformer cette « matière première », ils se font plutôt l'obligation contraire de la laisser telle qu'elle est. C'est donc que cette « matière première » relève déjà, d'une façon ou d'une autre, de l'art.

### Limite
Les dernières peintures de Claude Monet sont vues, dans les années 1950, comme des peintures essentielles par de nombreux peintres américains de l'abstraction, ceux de l'École de New York, et un de leurs critiques, Clement Greenberg, remarque en 1949 le fond « naturaliste » d'une partie de cette peinture moderne « malgré toutes les apparences du contraire » .